# Beschuppte Schleimfische
Die Beschuppten Schleimfische (Labrisomidae) bewohnen mit 20 Gattungen und etwa 120 Arten meist tropische Regionen des Atlantik und des Pazifik.

## Merkmale
Die meist nur 2 bis 35 Zentimeter großen Tiere haben keine Schwimmblase und halten sich als Bodenbewohner in Felsbiotopen oder in Algenbeständen auf. Ihr Körper ist von Cycloidschuppen bedeckt. Die Schuppen sind niemals in die Haut eingebettet. Die Rückenflosse hat mehr Hart- als Weichstrahlen, einige Arten haben ausschließlich Hartstrahlen. über den Nasenöffnungen, Augen und im Nacken tragen sie oft cirrenartige Hautauswüchse.

## Fortpflanzung
Männchen haben ein Revier, das sie gegen andere Männchen verteidigen. Nachdem ein Weibchen angelockt wurde, und nach einer Balz, werden die Eier auf felsigem Untergrund gelegt und vom Männchen bewacht. Die schlüpfenden Larven leben zunächst im pelagisch im Plankton und gehen nach der Metamorphose zum Bodenleben über. In den Gattungen Starksia und Xenomedia gibt es auch lebendgebärende Arten.

## Systematik
Die Monophylie der Familie ist unsicher. Die Familie der Hechtschleimfische (Chaenopsidae) scheinen eine monophyletische Klade innerhalb der Labrisomidae zu bilden.

## Gattungen und Arten
- Alloclinus Hubbs, 1927

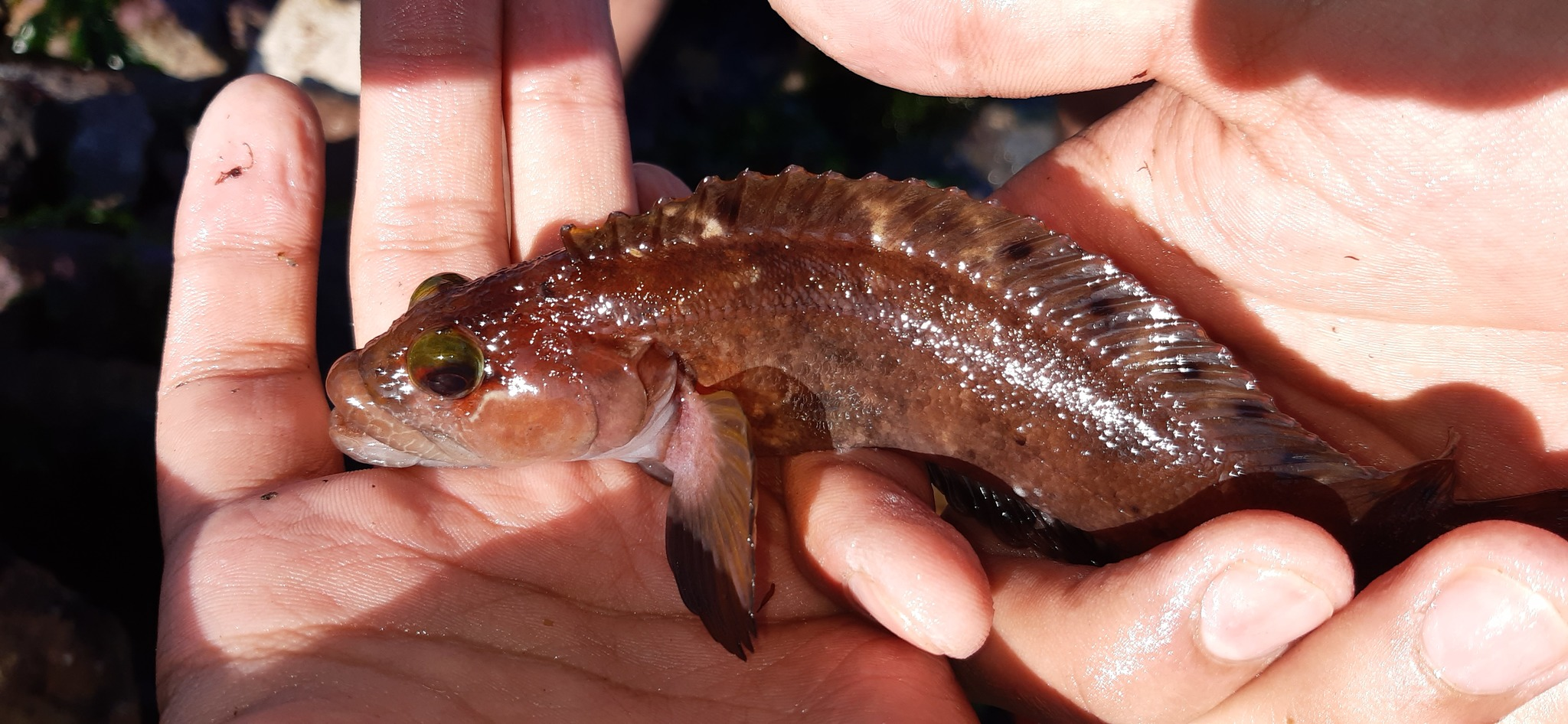
Auchenionchus crinitus

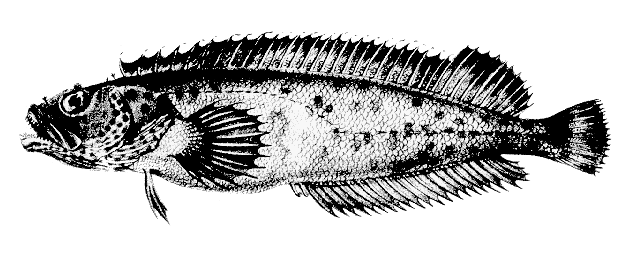
Auchenionchus microcirrhis

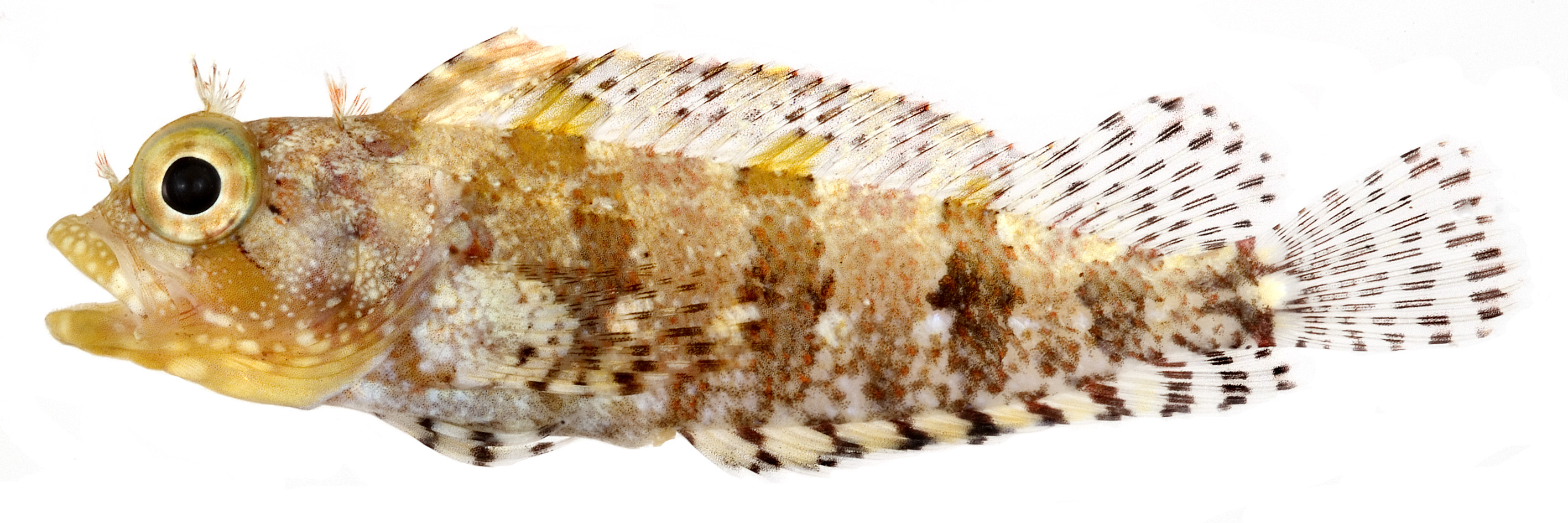
Gobioclinus bucciferus

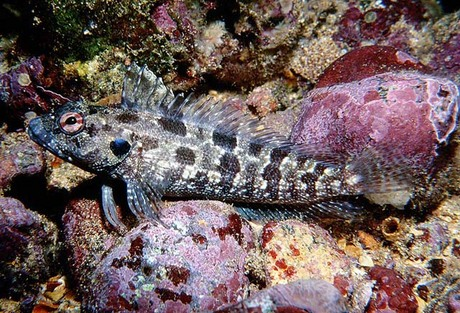
Gobioclinus dendriticus

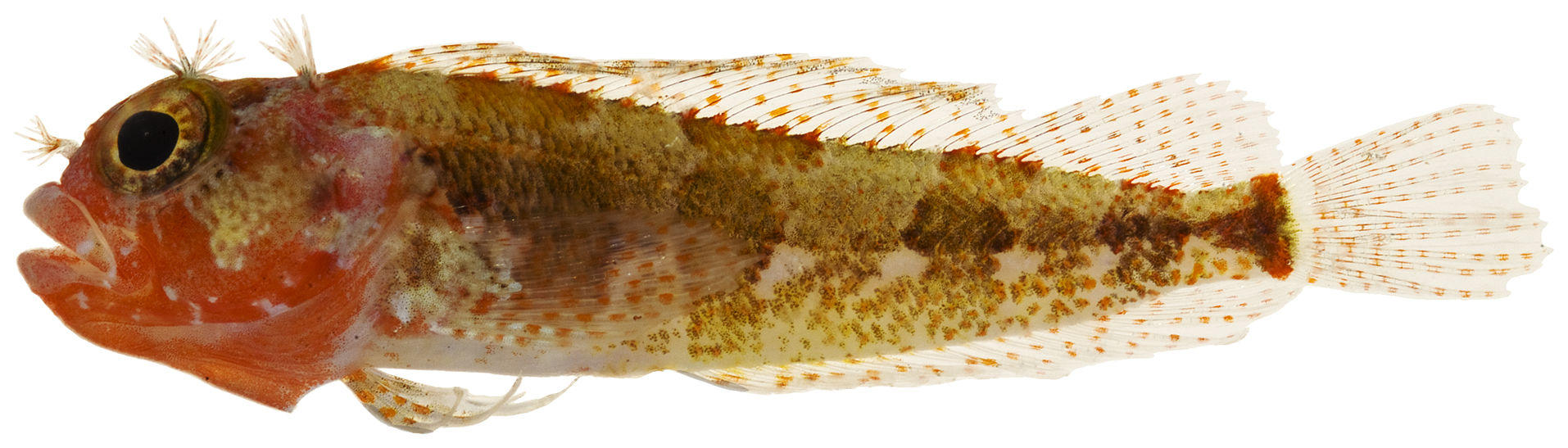
Gobioclinus gobio

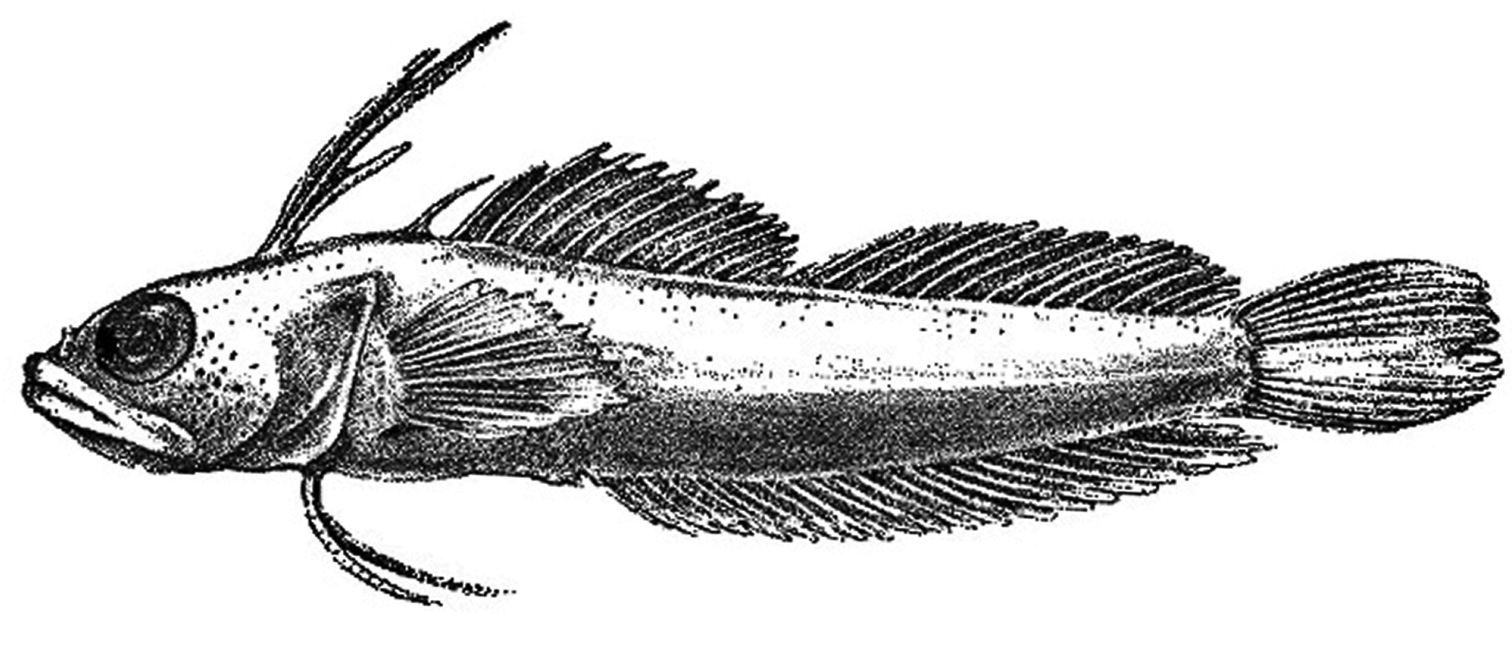
Haptoclinus apectolophus

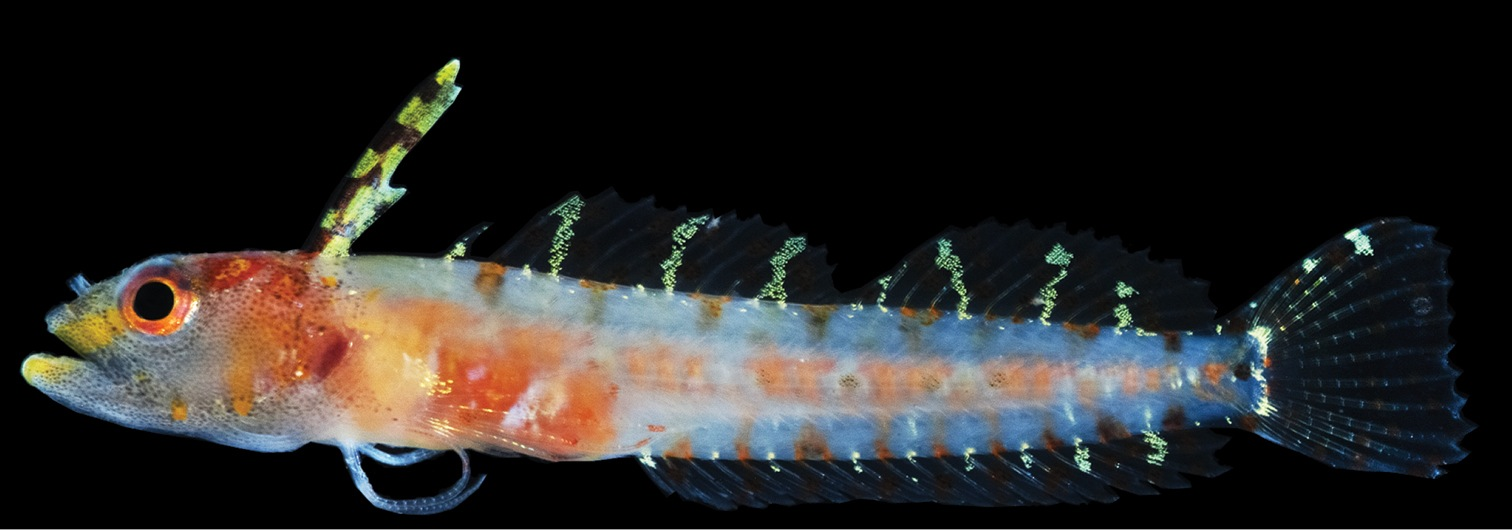
Haptoclinus dropi

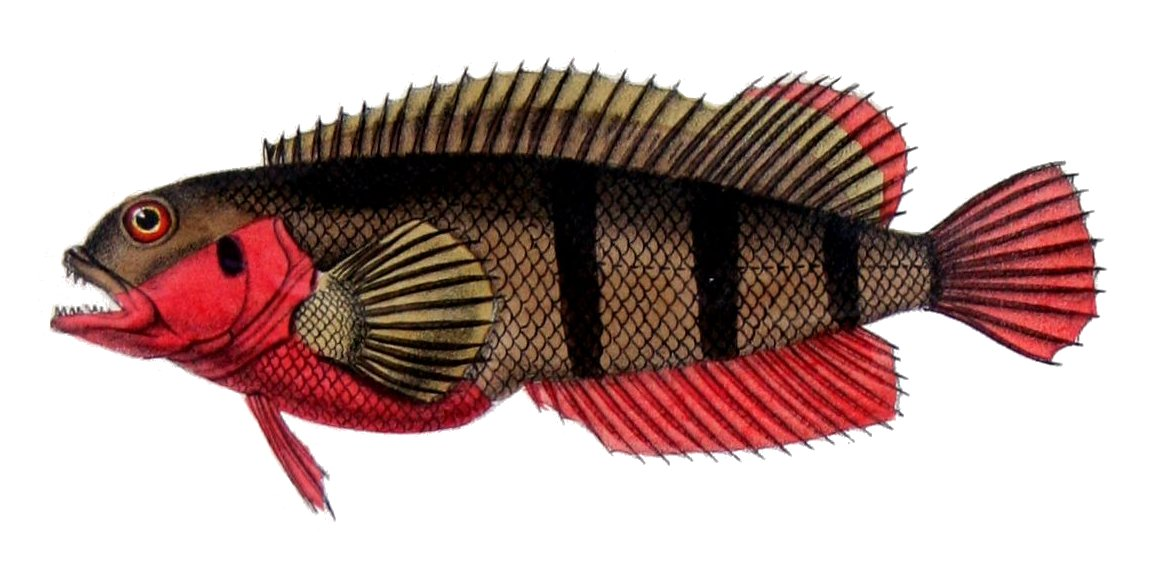
Labrisomus nuchipinnis

  - Alloclinus holderi (Lauderbach, 1907)
- Auchenionchus Gill, 1860
  - Auchenionchus crinitus (Jenyns, 1841)
  - Auchenionchus microcirrhis (Valenciennes, 1836)
  - Auchenionchus variolosus (Valenciennes, 1836)
- Brockius Hubbs, 1953
  - Brockius albigenys (Beebe & Tee-Van, 1928)
  - Brockius nigricinctus (Howell Rivero, 1936)
  - Brockius striatus (Hubbs, 1953)
- Calliclinus Gill, 1860
  - Calliclinus geniguttatus (Valenciennes, 1836)
  - Calliclinus nudiventris Cervigón & Pequeño, 1979
- Cottoclinus McCosker, Stephens & Rosenblatt, 2003
  - Cottoclinus canops McCosker, Stephens & Rosenblatt, 2003
- Cryptotrema Gilbert, 1890
  - Cryptotrema corallinum Gilbert, 1890
  - Cryptotrema seftoni Hubbs, 1954
- Dialommus Gilbert, 1891
  - Dialommus fuscus Gilbert, 1891
  - Dialommus macrocephalus (Günther, 1861)
- Exerpes Jordan & Evermann in Jordan, 1896
  - Exerpes asper (Jenkins & Evermann, 1889)
- Gobioclinus Gill, 1860
  - Gobioclinus bucciferus (Poey, 1868)
  - Gobioclinus dendriticus (Reid, 1935)
  - Gobioclinus filamentosus (Springer, 1960)
  - Gobioclinus gobio (Valenciennes, 1836)
  - Gobioclinus guppyi (Norman, 1922)
  - Gobioclinus haitiensis (Beebe & Tee-Van, 1928)
  - Gobioclinus kalisherae (Jordan, 1904)
- Haptoclinus Böhlke & Robins, 1974
  - Haptoclinus apectolophus Böhlke & Robins, 1974
  - Haptoclinus dropi Baldwin & Robertson, 2013
- Labrisomus Swainson, 1839
  - Labrisomus conditus Sazima, Carvalho-Filho, Gasparini & Sazima, 2009
  - Labrisomus cricota Sazima, Gasparini & Moura, 2002
  - Labrisomus fernandezianus (Guichenot, 1848)
  - Labrisomus jenkinsi (Heller & Snodgrass, 1903)
  - Labrisomus multiporosus Hubbs, 1953
  - Labrisomus nuchipinnis (Quoy & Gaimard, 1824)
  - Labrisomus philippii (Steindachner, 1866)
  - Labrisomus pomaspilus Springer & Rosenblatt, 1965
  - Labrisomus socorroensis Hubbs, 1953
  - Labrisomus wigginsi Hubbs, 1953
  - Labrisomus xanti Gill, 1860
- Malacoctenus Gill, 1860Malacoctenus boehlkei
  - Malacoctenus africanus
  - Malacoctenus tetranemus
  - Malacoctenus aurolineatus
  - Malacoctenus gilli
  - Malacoctenus boehlkei
  - Malacoctenus costaricanus
  - Malacoctenus carrowi Wirtz, 2014
  - Malacoctenus culebrae
  - Malacoctenus delalandii
  - Malacoctenus ebisui
  - Malacoctenus erdmani
  - Malacoctenus gigas
  - Malacoctenus hubbsi
  - Malacoctenus macropus
  - Malacoctenus margaritae
  - Malacoctenus triangulatus
  - Malacoctenus versicolor
  - Malacoctenus zacae
  - Malacoctenus zonifer
  - Malacoctenus zonogaster
- Nemaclinus Böhlke & Springer, 1975

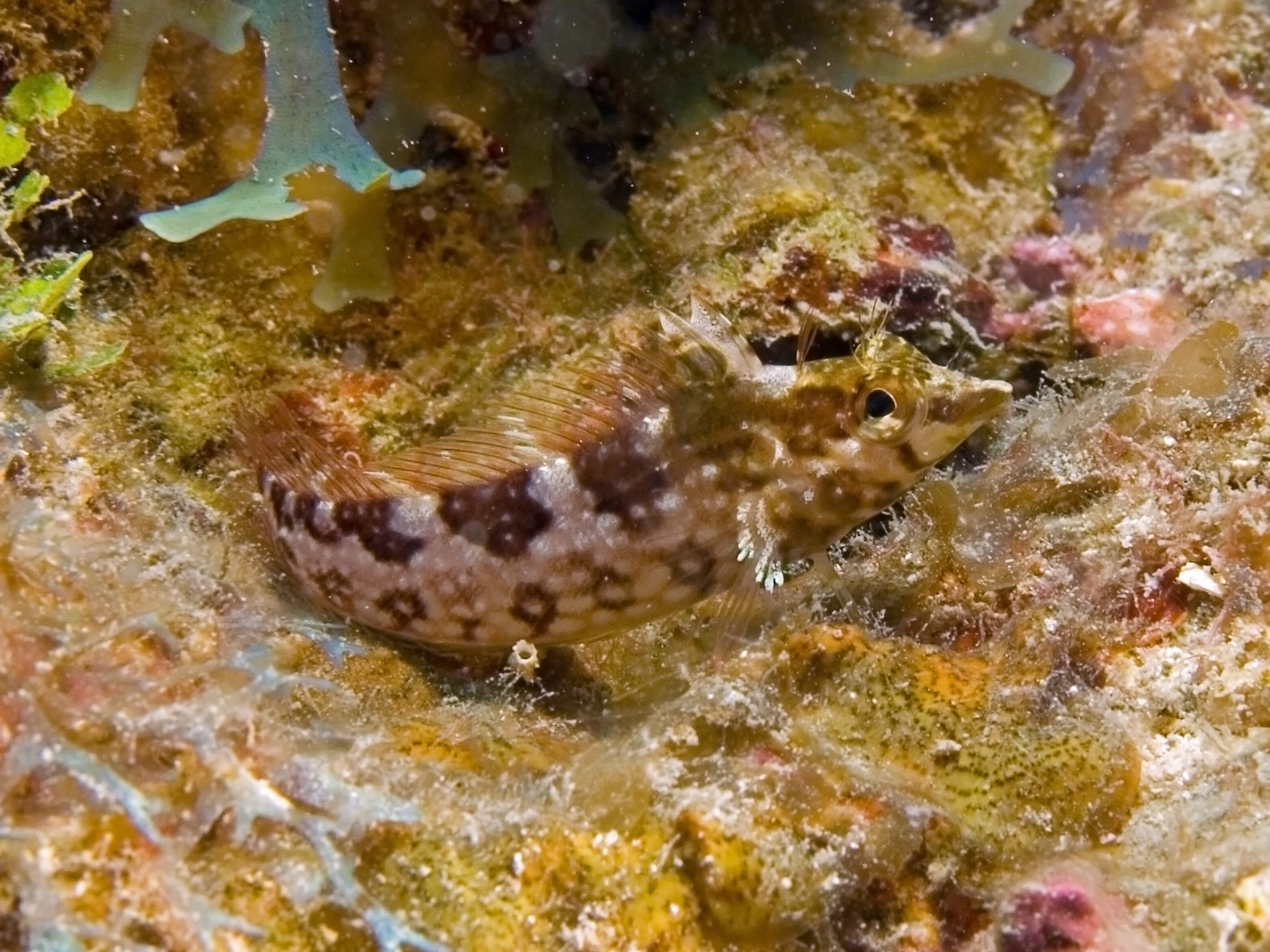
Malacoctenus boehlkei

  - Nemaclinus atelestos Böhlke & Springer, 1975
- Paraclinus Mocquard, 1888Paraclinus grandicomis

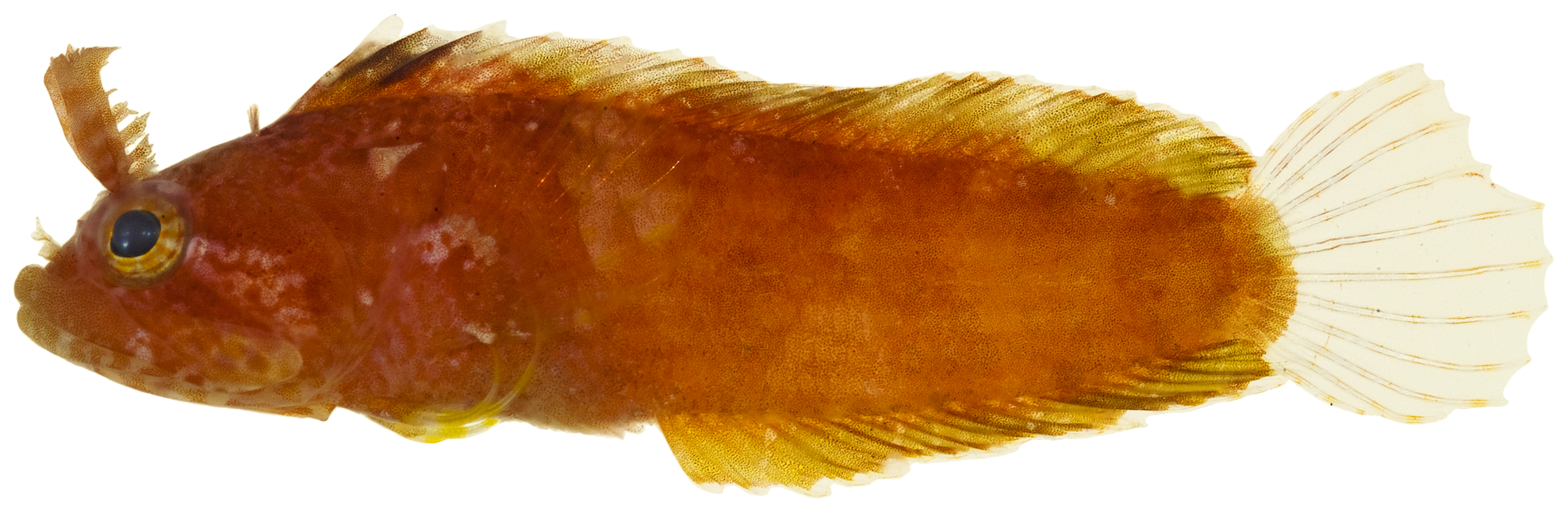
Paraclinus grandicomis

  - Paraclinus altivelis (Lockington, 1881)
  - Paraclinus arcanus Guimarães & Bacellar, 2002
  - Paraclinus barbatus Springer, 1955
  - Paraclinus beebei Hubbs, 1952
  - Paraclinus cingulatus (Evermann & Marsh, 1899)
  - Paraclinus ditrichus Rosenblatt & Parr, 1969
  - Paraclinus fasciatus (Steindachner, 1876)
  - Paraclinus fehlmanni Springer & Trist, 1969
  - Paraclinus grandicomis (Rosén, 1911)
  - Paraclinus infrons Böhlke, 1960
  - Paraclinus integripinnis (Smith, 1880)
  - Paraclinus magdalenae Rosenblatt & Parr, 1969
  - Paraclinus marmoratus (Steindachner, 1876)
  - Paraclinus mexicanus (Gilbert, 1904)
  - Paraclinus monophthalmus (Günther, 1861)
  - Paraclinus naeorhegmis Böhlke, 1960
  - Paraclinus nigripinnis (Steindachner, 1867)
  - Paraclinus rubicundus (Starks, 1913)
  - Paraclinus sini Hubbs, 1952
  - Paraclinus spectator Guimarães & Bacellar, 2002
  - Paraclinus stephensi Rosenblatt & Parr, 1969
  - Paraclinus tanygnathus Rosenblatt & Parr, 1969
  - Paraclinus walkeri Hubbs, 1952
- Starksia Jordan & Evermann in Jordan, 1896Starksia atlantica
  - Starksia atlantica Longley, 1934

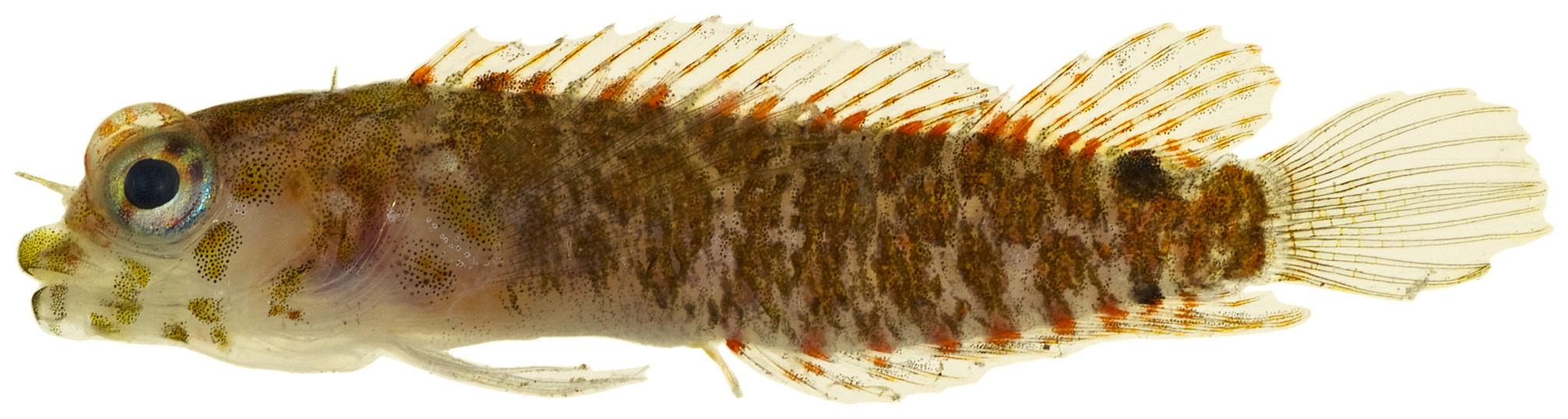
Starksia atlantica

  - Starksia brasiliensis (Gilbert, 1900)
  - Starksia cremnobates (Gilbert, 1890)
  - Starksia culebrae (Evermann & Marsh, 1899)
  - Starksia elongata Gilbert, 1971
  - Starksia fasciata (Longley, 1934)
  - Starksia fulva Rosenblatt & Taylor, 1971
  - Starksia galapagensis Rosenblatt & Taylor, 1971
  - Starksia grammilaga Rosenblatt & Taylor, 1971
  - Starksia greenfieldi Baldwin & Castillo, 2011
  - Starksia guadalupae Rosenblatt & Taylor, 1971
  - Starksia guttata (Fowler, 1931)
  - Starksia hassi Klausewitz, 1958
  - Starksia hoesei Rosenblatt & Taylor, 1971
  - Starksia langi Baldwin & Castillo, 2011
  - Starksia lepicoelia Böhlke & Springer, 1961
  - Starksia lepidogaster Rosenblatt & Taylor, 1971
  - Starksia leucovitta Williams & Mounts, 2003
  - Starksia melasma Williams & Mounts, 2003
  - Starksia multilepis Williams & Mounts, 2003
  - Starksia nanodes Böhlke & Springer, 1961
  - Starksia occidentalis Greenfield, 1979
  - Starksia ocellata (Steindachner, 1876)
  - Starksia posthon Rosenblatt & Taylor, 1971
  - Starksia rava Williams & Mounts, 2003
  - Starksia robertsoni Baldwin, Victor & Castillo, 2011
  - Starksia sangreyae Castillo & Baldwin, 2011
  - Starksia sella Williams & Mounts, 2003
  - Starksia sluiteri (Metzelaar, 1919)
  - Starksia smithvanizi Williams & Mounts, 2003
  - Starksia spinipenis (Al-Uthman, 1960)
  - Starksia splendens Victor, 2018
  - Starksia springeri Castillo & Baldwin, 2011
  - Starksia starcki Gilbert, 1971
  - Starksia variabilis Greenfield, 1979
  - Starksia weigti Baldwin & Castillo, 2011
  - Starksia williamsi Baldwin & Castillo, 2011
  - Starksia y-lineata Gilbert, 1965
- Stathmonotus Bean, 1885Stathmonotus stahli[1]

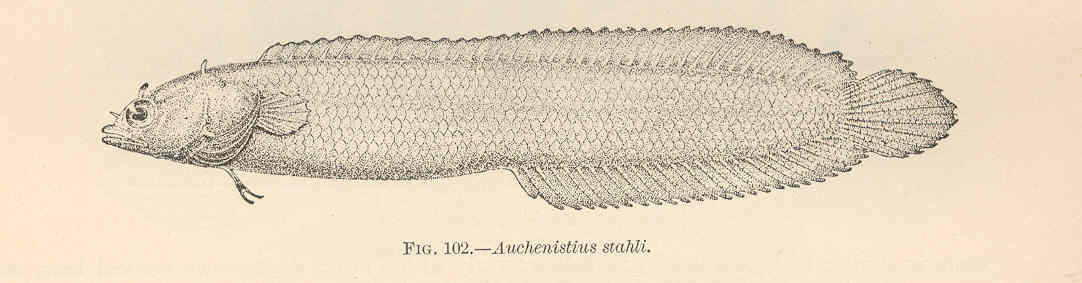
Stathmonotus stahli

  - Stathmonotus culebrai Seale, 1940
  - Stathmonotus gymnodermis Springer, 1955
  - Stathmonotus hemphillii Bean, 1885
  - Stathmonotus lugubris Böhlke, 1953
  - Stathmonotus sinuscalifornici (Chabanaud, 1942)
  - Stathmonotus stahli (Evermann & Marsh, 1899)
  - Stathmonotus tekla Nichols, 1910
- Xenomedea Rosenblatt & Taylor, 1971
  - Xenomedea rhodopyga Rosenblatt & Taylor, 1971

Die Beschuppten Schleimfische sind nur unter Ausschluss der Gattungen Calliclinus, Cryptotrema, Alloclinus und Auchenionchus monophyletisch. Erstere ist systematisch isoliert, Alloclinus und Auchenionchus bilden zusammen mit Cryptotrema die Tribus Cryptotremini, wurden bisher aber nicht einer anderen Familie zugeordnet.
Das folgende Kladogramm zeigt die verwandtschaftlichen Beziehungen aller zu den Schleimfischartigen gehörenden Taxa und die verwandten Schildfische als Außengruppe:
|  | Beschuppte Schleimfische (Labrisomidae)                                                                 |
|  | |
|  | \| \| Hechtschleimfische (Chaenopsidae) \| \| \| \| \| \| Sandsterngucker (Dactyloscopidae) \| \| \| \| |
|  | |
|  | Hechtschleimfische (Chaenopsidae)                                                                       |
|  | |
|  | Sandsterngucker (Dactyloscopidae)                                                                       |
|  | |

|  | Hechtschleimfische (Chaenopsidae) |
|  |                                   |
|  | Sandsterngucker (Dactyloscopidae) |
|  |                                   |

|  | Beschuppte Schleimfische (Labrisomidae)                                                                 |
|  | |
|  | \| \| Hechtschleimfische (Chaenopsidae) \| \| \| \| \| \| Sandsterngucker (Dactyloscopidae) \| \| \| \| |
|  | |
|  | Hechtschleimfische (Chaenopsidae)                                                                       |
|  | |
|  | Sandsterngucker (Dactyloscopidae)                                                                       |
|  | |

|  | Hechtschleimfische (Chaenopsidae) |
|  |                                   |
|  | Sandsterngucker (Dactyloscopidae) |
|  |                                   |

|  | Beschuppte Schleimfische (Labrisomidae)                                                                 |
|  | |
|  | \| \| Hechtschleimfische (Chaenopsidae) \| \| \| \| \| \| Sandsterngucker (Dactyloscopidae) \| \| \| \| |
|  | |
|  | Hechtschleimfische (Chaenopsidae)                                                                       |
|  | |
|  | Sandsterngucker (Dactyloscopidae)                                                                       |
|  | |

|  | Hechtschleimfische (Chaenopsidae) |
|  |                                   |
|  | Sandsterngucker (Dactyloscopidae) |
|  |                                   |

|  | Beschuppte Schleimfische (Labrisomidae)                                                                 |
|  | |
|  | \| \| Hechtschleimfische (Chaenopsidae) \| \| \| \| \| \| Sandsterngucker (Dactyloscopidae) \| \| \| \| |
|  | |
|  | Hechtschleimfische (Chaenopsidae)                                                                       |
|  | |
|  | Sandsterngucker (Dactyloscopidae)                                                                       |
|  | |

|  | Hechtschleimfische (Chaenopsidae) |
|  |                                   |
|  | Sandsterngucker (Dactyloscopidae) |
|  |                                   |

|  | Beschuppte Schleimfische (Labrisomidae)                                                                 |
|  | |
|  | \| \| Hechtschleimfische (Chaenopsidae) \| \| \| \| \| \| Sandsterngucker (Dactyloscopidae) \| \| \| \| |
|  | |
|  | Hechtschleimfische (Chaenopsidae)                                                                       |
|  | |
|  | Sandsterngucker (Dactyloscopidae)                                                                       |
|  | |

|  | Hechtschleimfische (Chaenopsidae) |
|  |                                   |
|  | Sandsterngucker (Dactyloscopidae) |
|  |                                   |

|  | Beschuppte Schleimfische (Labrisomidae)                                                                 |
|  | |
|  | \| \| Hechtschleimfische (Chaenopsidae) \| \| \| \| \| \| Sandsterngucker (Dactyloscopidae) \| \| \| \| |
|  | |
|  | Hechtschleimfische (Chaenopsidae)                                                                       |
|  | |
|  | Sandsterngucker (Dactyloscopidae)                                                                       |
|  | |

|  | Hechtschleimfische (Chaenopsidae) |
|  |                                   |
|  | Sandsterngucker (Dactyloscopidae) |
|  |                                   |

|  | Beschuppte Schleimfische (Labrisomidae)                                                                 |
|  | |
|  | \| \| Hechtschleimfische (Chaenopsidae) \| \| \| \| \| \| Sandsterngucker (Dactyloscopidae) \| \| \| \| |
|  | |
|  | Hechtschleimfische (Chaenopsidae)                                                                       |
|  | |
|  | Sandsterngucker (Dactyloscopidae)                                                                       |
|  | |

|  | Hechtschleimfische (Chaenopsidae) |
|  |                                   |
|  | Sandsterngucker (Dactyloscopidae) |
|  |                                   |

|  | Beschuppte Schleimfische (Labrisomidae)                                                                 |
|  | |
|  | \| \| Hechtschleimfische (Chaenopsidae) \| \| \| \| \| \| Sandsterngucker (Dactyloscopidae) \| \| \| \| |
|  | |
|  | Hechtschleimfische (Chaenopsidae)                                                                       |
|  | |
|  | Sandsterngucker (Dactyloscopidae)                                                                       |
|  | |

|  | Hechtschleimfische (Chaenopsidae) |
|  |                                   |
|  | Sandsterngucker (Dactyloscopidae) |
|  |                                   |

|  | Beschuppte Schleimfische (Labrisomidae)                                                                 |
|  | |
|  | \| \| Hechtschleimfische (Chaenopsidae) \| \| \| \| \| \| Sandsterngucker (Dactyloscopidae) \| \| \| \| |
|  | |
|  | Hechtschleimfische (Chaenopsidae)                                                                       |
|  | |
|  | Sandsterngucker (Dactyloscopidae)                                                                       |
|  | |

|  | Hechtschleimfische (Chaenopsidae) |
|  |                                   |
|  | Sandsterngucker (Dactyloscopidae) |
|  |                                   |

|  | Beschuppte Schleimfische (Labrisomidae)                                                                 |
|  | |
|  | \| \| Hechtschleimfische (Chaenopsidae) \| \| \| \| \| \| Sandsterngucker (Dactyloscopidae) \| \| \| \| |
|  | |
|  | Hechtschleimfische (Chaenopsidae)                                                                       |
|  | |
|  | Sandsterngucker (Dactyloscopidae)                                                                       |
|  | |

|  | Hechtschleimfische (Chaenopsidae) |
|  |                                   |
|  | Sandsterngucker (Dactyloscopidae) |
|  |                                   |

|  | Beschuppte Schleimfische (Labrisomidae)                                                                 |
|  | |
|  | \| \| Hechtschleimfische (Chaenopsidae) \| \| \| \| \| \| Sandsterngucker (Dactyloscopidae) \| \| \| \| |
|  | |
|  | Hechtschleimfische (Chaenopsidae)                                                                       |
|  | |
|  | Sandsterngucker (Dactyloscopidae)                                                                       |
|  | |

|  | Hechtschleimfische (Chaenopsidae) |
|  |                                   |
|  | Sandsterngucker (Dactyloscopidae) |
|  |                                   |

|  | Beschuppte Schleimfische (Labrisomidae)                                                                 |
|  | |
|  | \| \| Hechtschleimfische (Chaenopsidae) \| \| \| \| \| \| Sandsterngucker (Dactyloscopidae) \| \| \| \| |
|  | |
|  | Hechtschleimfische (Chaenopsidae)                                                                       |
|  | |
|  | Sandsterngucker (Dactyloscopidae)                                                                       |
|  | |

|  | Hechtschleimfische (Chaenopsidae) |
|  |                                   |
|  | Sandsterngucker (Dactyloscopidae) |
|  |                                   |

|  | Beschuppte Schleimfische (Labrisomidae)                                                                 |
|  | |
|  | \| \| Hechtschleimfische (Chaenopsidae) \| \| \| \| \| \| Sandsterngucker (Dactyloscopidae) \| \| \| \| |
|  | |
|  | Hechtschleimfische (Chaenopsidae)                                                                       |
|  | |
|  | Sandsterngucker (Dactyloscopidae)                                                                       |
|  | |

|  | Hechtschleimfische (Chaenopsidae) |
|  |                                   |
|  | Sandsterngucker (Dactyloscopidae) |
|  |                                   |

|  | Beschuppte Schleimfische (Labrisomidae)                                                                 |
|  | |
|  | \| \| Hechtschleimfische (Chaenopsidae) \| \| \| \| \| \| Sandsterngucker (Dactyloscopidae) \| \| \| \| |
|  | |
|  | Hechtschleimfische (Chaenopsidae)                                                                       |
|  | |
|  | Sandsterngucker (Dactyloscopidae)                                                                       |
|  | |

|  | Hechtschleimfische (Chaenopsidae) |
|  |                                   |
|  | Sandsterngucker (Dactyloscopidae) |
|  |                                   |

|  | Beschuppte Schleimfische (Labrisomidae)                                                                 |
|  | |
|  | \| \| Hechtschleimfische (Chaenopsidae) \| \| \| \| \| \| Sandsterngucker (Dactyloscopidae) \| \| \| \| |
|  | |
|  | Hechtschleimfische (Chaenopsidae)                                                                       |
|  | |
|  | Sandsterngucker (Dactyloscopidae)                                                                       |
|  | |

|  | Hechtschleimfische (Chaenopsidae) |
|  |                                   |
|  | Sandsterngucker (Dactyloscopidae) |
|  |                                   |

|  | Beschuppte Schleimfische (Labrisomidae)                                                                 |
|  | |
|  | \| \| Hechtschleimfische (Chaenopsidae) \| \| \| \| \| \| Sandsterngucker (Dactyloscopidae) \| \| \| \| |
|  | |
|  | Hechtschleimfische (Chaenopsidae)                                                                       |
|  | |
|  | Sandsterngucker (Dactyloscopidae)                                                                       |
|  | |

|  | Hechtschleimfische (Chaenopsidae) |
|  |                                   |
|  | Sandsterngucker (Dactyloscopidae) |
|  |                                   |

|  | Beschuppte Schleimfische (Labrisomidae)                                                                 |
|  | |
|  | \| \| Hechtschleimfische (Chaenopsidae) \| \| \| \| \| \| Sandsterngucker (Dactyloscopidae) \| \| \| \| |
|  | |
|  | Hechtschleimfische (Chaenopsidae)                                                                       |
|  | |
|  | Sandsterngucker (Dactyloscopidae)                                                                       |
|  | |

|  | Hechtschleimfische (Chaenopsidae) |
|  |                                   |
|  | Sandsterngucker (Dactyloscopidae) |
|  |                                   |

|  | Beschuppte Schleimfische (Labrisomidae)                                                                 |
|  | |
|  | \| \| Hechtschleimfische (Chaenopsidae) \| \| \| \| \| \| Sandsterngucker (Dactyloscopidae) \| \| \| \| |
|  | |
|  | Hechtschleimfische (Chaenopsidae)                                                                       |
|  | |
|  | Sandsterngucker (Dactyloscopidae)                                                                       |
|  | |

|  | Hechtschleimfische (Chaenopsidae) |
|  |                                   |
|  | Sandsterngucker (Dactyloscopidae) |
|  |                                   |

|  | Beschuppte Schleimfische (Labrisomidae)                                                                 |
|  | |
|  | \| \| Hechtschleimfische (Chaenopsidae) \| \| \| \| \| \| Sandsterngucker (Dactyloscopidae) \| \| \| \| |
|  | |
|  | Hechtschleimfische (Chaenopsidae)                                                                       |
|  | |
|  | Sandsterngucker (Dactyloscopidae)                                                                       |
|  | |

|  | Hechtschleimfische (Chaenopsidae) |
|  |                                   |
|  | Sandsterngucker (Dactyloscopidae) |
|  |                                   |

|  | Beschuppte Schleimfische (Labrisomidae)                                                                 |
|  | |
|  | \| \| Hechtschleimfische (Chaenopsidae) \| \| \| \| \| \| Sandsterngucker (Dactyloscopidae) \| \| \| \| |
|  | |
|  | Hechtschleimfische (Chaenopsidae)                                                                       |
|  | |
|  | Sandsterngucker (Dactyloscopidae)                                                                       |
|  | |

|  | Hechtschleimfische (Chaenopsidae) |
|  |                                   |
|  | Sandsterngucker (Dactyloscopidae) |
|  |                                   |

|  | Beschuppte Schleimfische (Labrisomidae)                                                                 |
|  | |
|  | \| \| Hechtschleimfische (Chaenopsidae) \| \| \| \| \| \| Sandsterngucker (Dactyloscopidae) \| \| \| \| |
|  | |
|  | Hechtschleimfische (Chaenopsidae)                                                                       |
|  | |
|  | Sandsterngucker (Dactyloscopidae)                                                                       |
|  | |

|  | Hechtschleimfische (Chaenopsidae) |
|  |                                   |
|  | Sandsterngucker (Dactyloscopidae) |
|  |                                   |

|  | Beschuppte Schleimfische (Labrisomidae)                                                                 |
|  | |
|  | \| \| Hechtschleimfische (Chaenopsidae) \| \| \| \| \| \| Sandsterngucker (Dactyloscopidae) \| \| \| \| |
|  | |
|  | Hechtschleimfische (Chaenopsidae)                                                                       |
|  | |
|  | Sandsterngucker (Dactyloscopidae)                                                                       |
|  | |

|  | Hechtschleimfische (Chaenopsidae) |
|  |                                   |
|  | Sandsterngucker (Dactyloscopidae) |
|  |                                   |

|  | Beschuppte Schleimfische (Labrisomidae)                                                                 |
|  | |
|  | \| \| Hechtschleimfische (Chaenopsidae) \| \| \| \| \| \| Sandsterngucker (Dactyloscopidae) \| \| \| \| |
|  | |
|  | Hechtschleimfische (Chaenopsidae)                                                                       |
|  | |
|  | Sandsterngucker (Dactyloscopidae)                                                                       |
|  | |

|  | Hechtschleimfische (Chaenopsidae) |
|  |                                   |
|  | Sandsterngucker (Dactyloscopidae) |
|  |                                   |

|  | Beschuppte Schleimfische (Labrisomidae)                                                                 |
|  | |
|  | \| \| Hechtschleimfische (Chaenopsidae) \| \| \| \| \| \| Sandsterngucker (Dactyloscopidae) \| \| \| \| |
|  | |
|  | Hechtschleimfische (Chaenopsidae)                                                                       |
|  | |
|  | Sandsterngucker (Dactyloscopidae)                                                                       |
|  | |

|  | Hechtschleimfische (Chaenopsidae) |
|  |                                   |
|  | Sandsterngucker (Dactyloscopidae) |
|  |                                   |

|  | Beschuppte Schleimfische (Labrisomidae)                                                                 |
|  | |
|  | \| \| Hechtschleimfische (Chaenopsidae) \| \| \| \| \| \| Sandsterngucker (Dactyloscopidae) \| \| \| \| |
|  | |
|  | Hechtschleimfische (Chaenopsidae)                                                                       |
|  | |
|  | Sandsterngucker (Dactyloscopidae)                                                                       |
|  | |

|  | Hechtschleimfische (Chaenopsidae) |
|  |                                   |
|  | Sandsterngucker (Dactyloscopidae) |
|  |                                   |

|  | Beschuppte Schleimfische (Labrisomidae)                                                                 |
|  | |
|  | \| \| Hechtschleimfische (Chaenopsidae) \| \| \| \| \| \| Sandsterngucker (Dactyloscopidae) \| \| \| \| |
|  | |
|  | Hechtschleimfische (Chaenopsidae)                                                                       |
|  | |
|  | Sandsterngucker (Dactyloscopidae)                                                                       |
|  | |

|  | Hechtschleimfische (Chaenopsidae) |
|  |                                   |
|  | Sandsterngucker (Dactyloscopidae) |
|  |                                   |

|  | Beschuppte Schleimfische (Labrisomidae)                                                                 |
|  | |
|  | \| \| Hechtschleimfische (Chaenopsidae) \| \| \| \| \| \| Sandsterngucker (Dactyloscopidae) \| \| \| \| |
|  | |
|  | Hechtschleimfische (Chaenopsidae)                                                                       |
|  | |
|  | Sandsterngucker (Dactyloscopidae)                                                                       |
|  | |

|  | Hechtschleimfische (Chaenopsidae) |
|  |                                   |
|  | Sandsterngucker (Dactyloscopidae) |
|  |                                   |

|  | Beschuppte Schleimfische (Labrisomidae)                                                                 |
|  | |
|  | \| \| Hechtschleimfische (Chaenopsidae) \| \| \| \| \| \| Sandsterngucker (Dactyloscopidae) \| \| \| \| |
|  | |
|  | Hechtschleimfische (Chaenopsidae)                                                                       |
|  | |
|  | Sandsterngucker (Dactyloscopidae)                                                                       |
|  | |

|  | Hechtschleimfische (Chaenopsidae) |
|  |                                   |
|  | Sandsterngucker (Dactyloscopidae) |
|  |                                   |

|  | Beschuppte Schleimfische (Labrisomidae)                                                                 |
|  | |
|  | \| \| Hechtschleimfische (Chaenopsidae) \| \| \| \| \| \| Sandsterngucker (Dactyloscopidae) \| \| \| \| |
|  | |
|  | Hechtschleimfische (Chaenopsidae)                                                                       |
|  | |
|  | Sandsterngucker (Dactyloscopidae)                                                                       |
|  | |

|  | Hechtschleimfische (Chaenopsidae) |
|  |                                   |
|  | Sandsterngucker (Dactyloscopidae) |
|  |                                   |

|  | Beschuppte Schleimfische (Labrisomidae)                                                                 |
|  | |
|  | \| \| Hechtschleimfische (Chaenopsidae) \| \| \| \| \| \| Sandsterngucker (Dactyloscopidae) \| \| \| \| |
|  | |
|  | Hechtschleimfische (Chaenopsidae)                                                                       |
|  | |
|  | Sandsterngucker (Dactyloscopidae)                                                                       |
|  | |

|  | Hechtschleimfische (Chaenopsidae) |
|  |                                   |
|  | Sandsterngucker (Dactyloscopidae) |
|  |                                   |

|  | Beschuppte Schleimfische (Labrisomidae)                                                                 |
|  | |
|  | \| \| Hechtschleimfische (Chaenopsidae) \| \| \| \| \| \| Sandsterngucker (Dactyloscopidae) \| \| \| \| |
|  | |
|  | Hechtschleimfische (Chaenopsidae)                                                                       |
|  | |
|  | Sandsterngucker (Dactyloscopidae)                                                                       |
|  | |

|  | Hechtschleimfische (Chaenopsidae) |
|  |                                   |
|  | Sandsterngucker (Dactyloscopidae) |
|  |                                   |

|  | Beschuppte Schleimfische (Labrisomidae)                                                                 |
|  | |
|  | \| \| Hechtschleimfische (Chaenopsidae) \| \| \| \| \| \| Sandsterngucker (Dactyloscopidae) \| \| \| \| |
|  | |
|  | Hechtschleimfische (Chaenopsidae)                                                                       |
|  | |
|  | Sandsterngucker (Dactyloscopidae)                                                                       |
|  | |

|  | Hechtschleimfische (Chaenopsidae) |
|  |                                   |
|  | Sandsterngucker (Dactyloscopidae) |
|  |                                   |

|  | Beschuppte Schleimfische (Labrisomidae)                                                                 |
|  | |
|  | \| \| Hechtschleimfische (Chaenopsidae) \| \| \| \| \| \| Sandsterngucker (Dactyloscopidae) \| \| \| \| |
|  | |
|  | Hechtschleimfische (Chaenopsidae)                                                                       |
|  | |
|  | Sandsterngucker (Dactyloscopidae)                                                                       |
|  | |

|  | Hechtschleimfische (Chaenopsidae) |
|  |                                   |
|  | Sandsterngucker (Dactyloscopidae) |
|  |                                   |

|  | Beschuppte Schleimfische (Labrisomidae)                                                                 |
|  | |
|  | \| \| Hechtschleimfische (Chaenopsidae) \| \| \| \| \| \| Sandsterngucker (Dactyloscopidae) \| \| \| \| |
|  | |
|  | Hechtschleimfische (Chaenopsidae)                                                                       |
|  | |
|  | Sandsterngucker (Dactyloscopidae)                                                                       |
|  | |

|  | Hechtschleimfische (Chaenopsidae) |
|  |                                   |
|  | Sandsterngucker (Dactyloscopidae) |
|  |                                   |

|  | Beschuppte Schleimfische (Labrisomidae)                                                                 |
|  | |
|  | \| \| Hechtschleimfische (Chaenopsidae) \| \| \| \| \| \| Sandsterngucker (Dactyloscopidae) \| \| \| \| |
|  | |
|  | Hechtschleimfische (Chaenopsidae)                                                                       |
|  | |
|  | Sandsterngucker (Dactyloscopidae)                                                                       |
|  | |

|  | Hechtschleimfische (Chaenopsidae) |
|  |                                   |
|  | Sandsterngucker (Dactyloscopidae) |
|  |                                   |

|  | Beschuppte Schleimfische (Labrisomidae)                                                                 |
|  | |
|  | \| \| Hechtschleimfische (Chaenopsidae) \| \| \| \| \| \| Sandsterngucker (Dactyloscopidae) \| \| \| \| |
|  | |
|  | Hechtschleimfische (Chaenopsidae)                                                                       |
|  | |
|  | Sandsterngucker (Dactyloscopidae)                                                                       |
|  | |

|  | Hechtschleimfische (Chaenopsidae) |
|  |                                   |
|  | Sandsterngucker (Dactyloscopidae) |
|  |                                   |

|  | Beschuppte Schleimfische (Labrisomidae)                                                                 |
|  | |
|  | \| \| Hechtschleimfische (Chaenopsidae) \| \| \| \| \| \| Sandsterngucker (Dactyloscopidae) \| \| \| \| |
|  | |
|  | Hechtschleimfische (Chaenopsidae)                                                                       |
|  | |
|  | Sandsterngucker (Dactyloscopidae)                                                                       |
|  | |

|  | Hechtschleimfische (Chaenopsidae) |
|  |                                   |
|  | Sandsterngucker (Dactyloscopidae) |
|  |                                   |

|  | Beschuppte Schleimfische (Labrisomidae)                                                                 |
|  | |
|  | \| \| Hechtschleimfische (Chaenopsidae) \| \| \| \| \| \| Sandsterngucker (Dactyloscopidae) \| \| \| \| |
|  | |
|  | Hechtschleimfische (Chaenopsidae)                                                                       |
|  | |
|  | Sandsterngucker (Dactyloscopidae)                                                                       |
|  | |

|  | Hechtschleimfische (Chaenopsidae) |
|  |                                   |
|  | Sandsterngucker (Dactyloscopidae) |
|  |                                   |

|  | Beschuppte Schleimfische (Labrisomidae)                                                                 |
|  | |
|  | \| \| Hechtschleimfische (Chaenopsidae) \| \| \| \| \| \| Sandsterngucker (Dactyloscopidae) \| \| \| \| |
|  | |
|  | Hechtschleimfische (Chaenopsidae)                                                                       |
|  | |
|  | Sandsterngucker (Dactyloscopidae)                                                                       |
|  | |

|  | Hechtschleimfische (Chaenopsidae) |
|  |                                   |
|  | Sandsterngucker (Dactyloscopidae) |
|  |                                   |

|  | Beschuppte Schleimfische (Labrisomidae)                                                                 |
|  | |
|  | \| \| Hechtschleimfische (Chaenopsidae) \| \| \| \| \| \| Sandsterngucker (Dactyloscopidae) \| \| \| \| |
|  | |
|  | Hechtschleimfische (Chaenopsidae)                                                                       |
|  | |
|  | Sandsterngucker (Dactyloscopidae)                                                                       |
|  | |

|  | Hechtschleimfische (Chaenopsidae) |
|  |                                   |
|  | Sandsterngucker (Dactyloscopidae) |
|  |                                   |

|  | Beschuppte Schleimfische (Labrisomidae)                                                                 |
|  | |
|  | \| \| Hechtschleimfische (Chaenopsidae) \| \| \| \| \| \| Sandsterngucker (Dactyloscopidae) \| \| \| \| |
|  | |
|  | Hechtschleimfische (Chaenopsidae)                                                                       |
|  | |
|  | Sandsterngucker (Dactyloscopidae)                                                                       |
|  | |

|  | Hechtschleimfische (Chaenopsidae) |
|  |                                   |
|  | Sandsterngucker (Dactyloscopidae) |
|  |                                   |

|  | Beschuppte Schleimfische (Labrisomidae)                                                                 |
|  | |
|  | \| \| Hechtschleimfische (Chaenopsidae) \| \| \| \| \| \| Sandsterngucker (Dactyloscopidae) \| \| \| \| |
|  | |
|  | Hechtschleimfische (Chaenopsidae)                                                                       |
|  | |
|  | Sandsterngucker (Dactyloscopidae)                                                                       |
|  | |

|  | Hechtschleimfische (Chaenopsidae) |
|  |                                   |
|  | Sandsterngucker (Dactyloscopidae) |
|  |                                   |

|  | Beschuppte Schleimfische (Labrisomidae)                                                                 |
|  | |
|  | \| \| Hechtschleimfische (Chaenopsidae) \| \| \| \| \| \| Sandsterngucker (Dactyloscopidae) \| \| \| \| |
|  | |
|  | Hechtschleimfische (Chaenopsidae)                                                                       |
|  | |
|  | Sandsterngucker (Dactyloscopidae)                                                                       |
|  | |

|  | Hechtschleimfische (Chaenopsidae) |
|  |                                   |
|  | Sandsterngucker (Dactyloscopidae) |
|  |                                   |

|  | Beschuppte Schleimfische (Labrisomidae)                                                                 |
|  | |
|  | \| \| Hechtschleimfische (Chaenopsidae) \| \| \| \| \| \| Sandsterngucker (Dactyloscopidae) \| \| \| \| |
|  | |
|  | Hechtschleimfische (Chaenopsidae)                                                                       |
|  | |
|  | Sandsterngucker (Dactyloscopidae)                                                                       |
|  | |

|  | Hechtschleimfische (Chaenopsidae) |
|  |                                   |
|  | Sandsterngucker (Dactyloscopidae) |
|  |                                   |

|  | Beschuppte Schleimfische (Labrisomidae)                                                                 |
|  | |
|  | \| \| Hechtschleimfische (Chaenopsidae) \| \| \| \| \| \| Sandsterngucker (Dactyloscopidae) \| \| \| \| |
|  | |
|  | Hechtschleimfische (Chaenopsidae)                                                                       |
|  | |
|  | Sandsterngucker (Dactyloscopidae)                                                                       |
|  | |

|  | Hechtschleimfische (Chaenopsidae) |
|  |                                   |
|  | Sandsterngucker (Dactyloscopidae) |
|  |                                   |

|  | Beschuppte Schleimfische (Labrisomidae)                                                                 |
|  | |
|  | \| \| Hechtschleimfische (Chaenopsidae) \| \| \| \| \| \| Sandsterngucker (Dactyloscopidae) \| \| \| \| |
|  | |
|  | Hechtschleimfische (Chaenopsidae)                                                                       |
|  | |
|  | Sandsterngucker (Dactyloscopidae)                                                                       |
|  | |

|  | Hechtschleimfische (Chaenopsidae) |
|  |                                   |
|  | Sandsterngucker (Dactyloscopidae) |
|  |                                   |

|  | Beschuppte Schleimfische (Labrisomidae)                                                                 |
|  | |
|  | \| \| Hechtschleimfische (Chaenopsidae) \| \| \| \| \| \| Sandsterngucker (Dactyloscopidae) \| \| \| \| |
|  | |
|  | Hechtschleimfische (Chaenopsidae)                                                                       |
|  | |
|  | Sandsterngucker (Dactyloscopidae)                                                                       |
|  | |

|  | Hechtschleimfische (Chaenopsidae) |
|  |                                   |
|  | Sandsterngucker (Dactyloscopidae) |
|  |                                   |

|  | Beschuppte Schleimfische (Labrisomidae)                                                                 |
|  | |
|  | \| \| Hechtschleimfische (Chaenopsidae) \| \| \| \| \| \| Sandsterngucker (Dactyloscopidae) \| \| \| \| |
|  | |
|  | Hechtschleimfische (Chaenopsidae)                                                                       |
|  | |
|  | Sandsterngucker (Dactyloscopidae)                                                                       |
|  | |

|  | Hechtschleimfische (Chaenopsidae) |
|  |                                   |
|  | Sandsterngucker (Dactyloscopidae) |
|  |                                   |

|  | Beschuppte Schleimfische (Labrisomidae)                                                                 |
|  | |
|  | \| \| Hechtschleimfische (Chaenopsidae) \| \| \| \| \| \| Sandsterngucker (Dactyloscopidae) \| \| \| \| |
|  | |
|  | Hechtschleimfische (Chaenopsidae)                                                                       |
|  | |
|  | Sandsterngucker (Dactyloscopidae)                                                                       |
|  | |

|  | Hechtschleimfische (Chaenopsidae) |
|  |                                   |
|  | Sandsterngucker (Dactyloscopidae) |
|  |                                   |

|  | Beschuppte Schleimfische (Labrisomidae)                                                                 |
|  | |
|  | \| \| Hechtschleimfische (Chaenopsidae) \| \| \| \| \| \| Sandsterngucker (Dactyloscopidae) \| \| \| \| |
|  | |
|  | Hechtschleimfische (Chaenopsidae)                                                                       |
|  | |
|  | Sandsterngucker (Dactyloscopidae)                                                                       |
|  | |

|  | Hechtschleimfische (Chaenopsidae) |
|  |                                   |
|  | Sandsterngucker (Dactyloscopidae) |
|  |                                   |

|  | Beschuppte Schleimfische (Labrisomidae)                                                                 |
|  | |
|  | \| \| Hechtschleimfische (Chaenopsidae) \| \| \| \| \| \| Sandsterngucker (Dactyloscopidae) \| \| \| \| |
|  | |
|  | Hechtschleimfische (Chaenopsidae)                                                                       |
|  | |
|  | Sandsterngucker (Dactyloscopidae)                                                                       |
|  | |

|  | Hechtschleimfische (Chaenopsidae) |
|  |                                   |
|  | Sandsterngucker (Dactyloscopidae) |
|  |                                   |

|  | Beschuppte Schleimfische (Labrisomidae)                                                                 |
|  | |
|  | \| \| Hechtschleimfische (Chaenopsidae) \| \| \| \| \| \| Sandsterngucker (Dactyloscopidae) \| \| \| \| |
|  | |
|  | Hechtschleimfische (Chaenopsidae)                                                                       |
|  | |
|  | Sandsterngucker (Dactyloscopidae)                                                                       |
|  | |

|  | Hechtschleimfische (Chaenopsidae) |
|  |                                   |
|  | Sandsterngucker (Dactyloscopidae) |
|  |                                   |

|  | Beschuppte Schleimfische (Labrisomidae)                                                                 |
|  | |
|  | \| \| Hechtschleimfische (Chaenopsidae) \| \| \| \| \| \| Sandsterngucker (Dactyloscopidae) \| \| \| \| |
|  | |
|  | Hechtschleimfische (Chaenopsidae)                                                                       |
|  | |
|  | Sandsterngucker (Dactyloscopidae)                                                                       |
|  | |

|  | Hechtschleimfische (Chaenopsidae) |
|  |                                   |
|  | Sandsterngucker (Dactyloscopidae) |
|  |                                   |

|  | Beschuppte Schleimfische (Labrisomidae)                                                                 |
|  | |
|  | \| \| Hechtschleimfische (Chaenopsidae) \| \| \| \| \| \| Sandsterngucker (Dactyloscopidae) \| \| \| \| |
|  | |
|  | Hechtschleimfische (Chaenopsidae)                                                                       |
|  | |
|  | Sandsterngucker (Dactyloscopidae)                                                                       |
|  | |

|  | Hechtschleimfische (Chaenopsidae) |
|  |                                   |
|  | Sandsterngucker (Dactyloscopidae) |
|  |                                   |

|  | Beschuppte Schleimfische (Labrisomidae)                                                                 |
|  | |
|  | \| \| Hechtschleimfische (Chaenopsidae) \| \| \| \| \| \| Sandsterngucker (Dactyloscopidae) \| \| \| \| |
|  | |
|  | Hechtschleimfische (Chaenopsidae)                                                                       |
|  | |
|  | Sandsterngucker (Dactyloscopidae)                                                                       |
|  | |

|  | Hechtschleimfische (Chaenopsidae) |
|  |                                   |
|  | Sandsterngucker (Dactyloscopidae) |
|  |                                   |

|  | Beschuppte Schleimfische (Labrisomidae)                                                                 |
|  | |
|  | \| \| Hechtschleimfische (Chaenopsidae) \| \| \| \| \| \| Sandsterngucker (Dactyloscopidae) \| \| \| \| |
|  | |
|  | Hechtschleimfische (Chaenopsidae)                                                                       |
|  | |
|  | Sandsterngucker (Dactyloscopidae)                                                                       |
|  | |

|  | Hechtschleimfische (Chaenopsidae) |
|  |                                   |
|  | Sandsterngucker (Dactyloscopidae) |
|  |                                   |

|  | Beschuppte Schleimfische (Labrisomidae)                                                                 |
|  | |
|  | \| \| Hechtschleimfische (Chaenopsidae) \| \| \| \| \| \| Sandsterngucker (Dactyloscopidae) \| \| \| \| |
|  | |
|  | Hechtschleimfische (Chaenopsidae)                                                                       |
|  | |
|  | Sandsterngucker (Dactyloscopidae)                                                                       |
|  | |

|  | Hechtschleimfische (Chaenopsidae) |
|  |                                   |
|  | Sandsterngucker (Dactyloscopidae) |
|  |                                   |

|  | Beschuppte Schleimfische (Labrisomidae)                                                                 |
|  | |
|  | \| \| Hechtschleimfische (Chaenopsidae) \| \| \| \| \| \| Sandsterngucker (Dactyloscopidae) \| \| \| \| |
|  | |
|  | Hechtschleimfische (Chaenopsidae)                                                                       |
|  | |
|  | Sandsterngucker (Dactyloscopidae)                                                                       |
|  | |

|  | Hechtschleimfische (Chaenopsidae) |
|  |                                   |
|  | Sandsterngucker (Dactyloscopidae) |
|  |                                   |

|  | Beschuppte Schleimfische (Labrisomidae)                                                                 |
|  | |
|  | \| \| Hechtschleimfische (Chaenopsidae) \| \| \| \| \| \| Sandsterngucker (Dactyloscopidae) \| \| \| \| |
|  | |
|  | Hechtschleimfische (Chaenopsidae)                                                                       |
|  | |
|  | Sandsterngucker (Dactyloscopidae)                                                                       |
|  | |

|  | Hechtschleimfische (Chaenopsidae) |
|  |                                   |
|  | Sandsterngucker (Dactyloscopidae) |
|  |                                   |

|  | Beschuppte Schleimfische (Labrisomidae)                                                                 |
|  | |
|  | \| \| Hechtschleimfische (Chaenopsidae) \| \| \| \| \| \| Sandsterngucker (Dactyloscopidae) \| \| \| \| |
|  | |
|  | Hechtschleimfische (Chaenopsidae)                                                                       |
|  | |
|  | Sandsterngucker (Dactyloscopidae)                                                                       |
|  | |

|  | Hechtschleimfische (Chaenopsidae) |
|  |                                   |
|  | Sandsterngucker (Dactyloscopidae) |
|  |                                   |

|  | Beschuppte Schleimfische (Labrisomidae)                                                                 |
|  | |
|  | \| \| Hechtschleimfische (Chaenopsidae) \| \| \| \| \| \| Sandsterngucker (Dactyloscopidae) \| \| \| \| |
|  | |
|  | Hechtschleimfische (Chaenopsidae)                                                                       |
|  | |
|  | Sandsterngucker (Dactyloscopidae)                                                                       |
|  | |

|  | Hechtschleimfische (Chaenopsidae) |
|  |                                   |
|  | Sandsterngucker (Dactyloscopidae) |
|  |                                   |

|  | Beschuppte Schleimfische (Labrisomidae)                                                                 |
|  | |
|  | \| \| Hechtschleimfische (Chaenopsidae) \| \| \| \| \| \| Sandsterngucker (Dactyloscopidae) \| \| \| \| |
|  | |
|  | Hechtschleimfische (Chaenopsidae)                                                                       |
|  | |
|  | Sandsterngucker (Dactyloscopidae)                                                                       |
|  | |

|  | Hechtschleimfische (Chaenopsidae) |
|  |                                   |
|  | Sandsterngucker (Dactyloscopidae) |
|  |                                   |

|  | Beschuppte Schleimfische (Labrisomidae)                                                                 |
|  | |
|  | \| \| Hechtschleimfische (Chaenopsidae) \| \| \| \| \| \| Sandsterngucker (Dactyloscopidae) \| \| \| \| |
|  | |
|  | Hechtschleimfische (Chaenopsidae)                                                                       |
|  | |
|  | Sandsterngucker (Dactyloscopidae)                                                                       |
|  | |

|  | Hechtschleimfische (Chaenopsidae) |
|  |                                   |
|  | Sandsterngucker (Dactyloscopidae) |
|  |                                   |

|  | Beschuppte Schleimfische (Labrisomidae)                                                                 |
|  | |
|  | \| \| Hechtschleimfische (Chaenopsidae) \| \| \| \| \| \| Sandsterngucker (Dactyloscopidae) \| \| \| \| |
|  | |
|  | Hechtschleimfische (Chaenopsidae)                                                                       |
|  | |
|  | Sandsterngucker (Dactyloscopidae)                                                                       |
|  | |

|  | Hechtschleimfische (Chaenopsidae) |
|  |                                   |
|  | Sandsterngucker (Dactyloscopidae) |
|  |                                   |

|  | Beschuppte Schleimfische (Labrisomidae)                                                                 |
|  | |
|  | \| \| Hechtschleimfische (Chaenopsidae) \| \| \| \| \| \| Sandsterngucker (Dactyloscopidae) \| \| \| \| |
|  | |
|  | Hechtschleimfische (Chaenopsidae)                                                                       |
|  | |
|  | Sandsterngucker (Dactyloscopidae)                                                                       |
|  | |

|  | Hechtschleimfische (Chaenopsidae) |
|  |                                   |
|  | Sandsterngucker (Dactyloscopidae) |
|  |                                   |

|  | Beschuppte Schleimfische (Labrisomidae)                                                                 |
|  | |
|  | \| \| Hechtschleimfische (Chaenopsidae) \| \| \| \| \| \| Sandsterngucker (Dactyloscopidae) \| \| \| \| |
|  | |
|  | Hechtschleimfische (Chaenopsidae)                                                                       |
|  | |
|  | Sandsterngucker (Dactyloscopidae)                                                                       |
|  | |

|  | Hechtschleimfische (Chaenopsidae) |
|  |                                   |
|  | Sandsterngucker (Dactyloscopidae) |
|  |                                   |

|  | Beschuppte Schleimfische (Labrisomidae)                                                                 |
|  | |
|  | \| \| Hechtschleimfische (Chaenopsidae) \| \| \| \| \| \| Sandsterngucker (Dactyloscopidae) \| \| \| \| |
|  | |
|  | Hechtschleimfische (Chaenopsidae)                                                                       |
|  | |
|  | Sandsterngucker (Dactyloscopidae)                                                                       |
|  | |

|  | Hechtschleimfische (Chaenopsidae) |
|  |                                   |
|  | Sandsterngucker (Dactyloscopidae) |
|  |                                   |

|  | Beschuppte Schleimfische (Labrisomidae)                                                                 |
|  | |
|  | \| \| Hechtschleimfische (Chaenopsidae) \| \| \| \| \| \| Sandsterngucker (Dactyloscopidae) \| \| \| \| |
|  | |
|  | Hechtschleimfische (Chaenopsidae)                                                                       |
|  | |
|  | Sandsterngucker (Dactyloscopidae)                                                                       |
|  | |

|  | Hechtschleimfische (Chaenopsidae) |
|  |                                   |
|  | Sandsterngucker (Dactyloscopidae) |
|  |                                   |

|  | Beschuppte Schleimfische (Labrisomidae)                                                                 |
|  | |
|  | \| \| Hechtschleimfische (Chaenopsidae) \| \| \| \| \| \| Sandsterngucker (Dactyloscopidae) \| \| \| \| |
|  | |
|  | Hechtschleimfische (Chaenopsidae)                                                                       |
|  | |
|  | Sandsterngucker (Dactyloscopidae)                                                                       |
|  | |

|  | Hechtschleimfische (Chaenopsidae) |
|  |                                   |
|  | Sandsterngucker (Dactyloscopidae) |
|  |                                   |

|  | Beschuppte Schleimfische (Labrisomidae)                                                                 |
|  | |
|  | \| \| Hechtschleimfische (Chaenopsidae) \| \| \| \| \| \| Sandsterngucker (Dactyloscopidae) \| \| \| \| |
|  | |
|  | Hechtschleimfische (Chaenopsidae)                                                                       |
|  | |
|  | Sandsterngucker (Dactyloscopidae)                                                                       |
|  | |

|  | Hechtschleimfische (Chaenopsidae) |
|  |                                   |
|  | Sandsterngucker (Dactyloscopidae) |
|  |                                   |

|  | Beschuppte Schleimfische (Labrisomidae)                                                                 |
|  | |
|  | \| \| Hechtschleimfische (Chaenopsidae) \| \| \| \| \| \| Sandsterngucker (Dactyloscopidae) \| \| \| \| |
|  | |
|  | Hechtschleimfische (Chaenopsidae)                                                                       |
|  | |
|  | Sandsterngucker (Dactyloscopidae)                                                                       |
|  | |

|  | Hechtschleimfische (Chaenopsidae) |
|  |                                   |
|  | Sandsterngucker (Dactyloscopidae) |
|  |                                   |

|  | Beschuppte Schleimfische (Labrisomidae)                                                                 |
|  | |
|  | \| \| Hechtschleimfische (Chaenopsidae) \| \| \| \| \| \| Sandsterngucker (Dactyloscopidae) \| \| \| \| |
|  | |
|  | Hechtschleimfische (Chaenopsidae)                                                                       |
|  | |
|  | Sandsterngucker (Dactyloscopidae)                                                                       |
|  | |

|  | Hechtschleimfische (Chaenopsidae) |
|  |                                   |
|  | Sandsterngucker (Dactyloscopidae) |
|  |                                   |

|  | Beschuppte Schleimfische (Labrisomidae)                                                                 |
|  | |
|  | \| \| Hechtschleimfische (Chaenopsidae) \| \| \| \| \| \| Sandsterngucker (Dactyloscopidae) \| \| \| \| |
|  | |
|  | Hechtschleimfische (Chaenopsidae)                                                                       |
|  | |
|  | Sandsterngucker (Dactyloscopidae)                                                                       |
|  | |

|  | Hechtschleimfische (Chaenopsidae) |
|  |                                   |
|  | Sandsterngucker (Dactyloscopidae) |
|  |                                   |

|  | Beschuppte Schleimfische (Labrisomidae)                                                                 |
|  | |
|  | \| \| Hechtschleimfische (Chaenopsidae) \| \| \| \| \| \| Sandsterngucker (Dactyloscopidae) \| \| \| \| |
|  | |
|  | Hechtschleimfische (Chaenopsidae)                                                                       |
|  | |
|  | Sandsterngucker (Dactyloscopidae)                                                                       |
|  | |

|  | Hechtschleimfische (Chaenopsidae) |
|  |                                   |
|  | Sandsterngucker (Dactyloscopidae) |
|  |                                   |

|  | Beschuppte Schleimfische (Labrisomidae)                                                                 |
|  | |
|  | \| \| Hechtschleimfische (Chaenopsidae) \| \| \| \| \| \| Sandsterngucker (Dactyloscopidae) \| \| \| \| |
|  | |
|  | Hechtschleimfische (Chaenopsidae)                                                                       |
|  | |
|  | Sandsterngucker (Dactyloscopidae)                                                                       |
|  | |

|  | Hechtschleimfische (Chaenopsidae) |
|  |                                   |
|  | Sandsterngucker (Dactyloscopidae) |
|  |                                   |

|  | Beschuppte Schleimfische (Labrisomidae)                                                                 |
|  | |
|  | \| \| Hechtschleimfische (Chaenopsidae) \| \| \| \| \| \| Sandsterngucker (Dactyloscopidae) \| \| \| \| |
|  | |
|  | Hechtschleimfische (Chaenopsidae)                                                                       |
|  | |
|  | Sandsterngucker (Dactyloscopidae)                                                                       |
|  | |

|  | Hechtschleimfische (Chaenopsidae) |
|  |                                   |
|  | Sandsterngucker (Dactyloscopidae) |
|  |                                   |

|  | Beschuppte Schleimfische (Labrisomidae)                                                                 |
|  | |
|  | \| \| Hechtschleimfische (Chaenopsidae) \| \| \| \| \| \| Sandsterngucker (Dactyloscopidae) \| \| \| \| |
|  | |
|  | Hechtschleimfische (Chaenopsidae)                                                                       |
|  | |
|  | Sandsterngucker (Dactyloscopidae)                                                                       |
|  | |

|  | Hechtschleimfische (Chaenopsidae) |
|  |                                   |
|  | Sandsterngucker (Dactyloscopidae) |
|  |                                   |

|  | Beschuppte Schleimfische (Labrisomidae)                                                                 |
|  | |
|  | \| \| Hechtschleimfische (Chaenopsidae) \| \| \| \| \| \| Sandsterngucker (Dactyloscopidae) \| \| \| \| |
|  | |
|  | Hechtschleimfische (Chaenopsidae)                                                                       |
|  | |
|  | Sandsterngucker (Dactyloscopidae)                                                                       |
|  | |

|  | Hechtschleimfische (Chaenopsidae) |
|  |                                   |
|  | Sandsterngucker (Dactyloscopidae) |
|  |                                   |

|  | Beschuppte Schleimfische (Labrisomidae)                                                                 |
|  | |
|  | \| \| Hechtschleimfische (Chaenopsidae) \| \| \| \| \| \| Sandsterngucker (Dactyloscopidae) \| \| \| \| |
|  | |
|  | Hechtschleimfische (Chaenopsidae)                                                                       |
|  | |
|  | Sandsterngucker (Dactyloscopidae)                                                                       |
|  | |

|  | Hechtschleimfische (Chaenopsidae) |
|  |                                   |
|  | Sandsterngucker (Dactyloscopidae) |
|  |                                   |

|  | Beschuppte Schleimfische (Labrisomidae)                                                                 |
|  | |
|  | \| \| Hechtschleimfische (Chaenopsidae) \| \| \| \| \| \| Sandsterngucker (Dactyloscopidae) \| \| \| \| |
|  | |
|  | Hechtschleimfische (Chaenopsidae)                                                                       |
|  | |
|  | Sandsterngucker (Dactyloscopidae)                                                                       |
|  | |

|  | Hechtschleimfische (Chaenopsidae) |
|  |                                   |
|  | Sandsterngucker (Dactyloscopidae) |
|  |                                   |

|  | Beschuppte Schleimfische (Labrisomidae)                                                                 |
|  | |
|  | \| \| Hechtschleimfische (Chaenopsidae) \| \| \| \| \| \| Sandsterngucker (Dactyloscopidae) \| \| \| \| |
|  | |
|  | Hechtschleimfische (Chaenopsidae)                                                                       |
|  | |
|  | Sandsterngucker (Dactyloscopidae)                                                                       |
|  | |

|  | Hechtschleimfische (Chaenopsidae) |
|  |                                   |
|  | Sandsterngucker (Dactyloscopidae) |
|  |                                   |

|  | Beschuppte Schleimfische (Labrisomidae)                                                                 |
|  | |
|  | \| \| Hechtschleimfische (Chaenopsidae) \| \| \| \| \| \| Sandsterngucker (Dactyloscopidae) \| \| \| \| |
|  | |
|  | Hechtschleimfische (Chaenopsidae)                                                                       |
|  | |
|  | Sandsterngucker (Dactyloscopidae)                                                                       |
|  | |

|  | Hechtschleimfische (Chaenopsidae) |
|  |                                   |
|  | Sandsterngucker (Dactyloscopidae) |
|  |                                   |

|  | Beschuppte Schleimfische (Labrisomidae)                                                                 |
|  | |
|  | \| \| Hechtschleimfische (Chaenopsidae) \| \| \| \| \| \| Sandsterngucker (Dactyloscopidae) \| \| \| \| |
|  | |
|  | Hechtschleimfische (Chaenopsidae)                                                                       |
|  | |
|  | Sandsterngucker (Dactyloscopidae)                                                                       |
|  | |

|  | Hechtschleimfische (Chaenopsidae) |
|  |                                   |
|  | Sandsterngucker (Dactyloscopidae) |
|  |                                   |

|  | Beschuppte Schleimfische (Labrisomidae)                                                                 |
|  | |
|  | \| \| Hechtschleimfische (Chaenopsidae) \| \| \| \| \| \| Sandsterngucker (Dactyloscopidae) \| \| \| \| |
|  | |
|  | Hechtschleimfische (Chaenopsidae)                                                                       |
|  | |
|  | Sandsterngucker (Dactyloscopidae)                                                                       |
|  | |

|  | Hechtschleimfische (Chaenopsidae) |
|  |                                   |
|  | Sandsterngucker (Dactyloscopidae) |
|  |                                   |

|  | Beschuppte Schleimfische (Labrisomidae)                                                                 |
|  | |
|  | \| \| Hechtschleimfische (Chaenopsidae) \| \| \| \| \| \| Sandsterngucker (Dactyloscopidae) \| \| \| \| |
|  | |
|  | Hechtschleimfische (Chaenopsidae)                                                                       |
|  | |
|  | Sandsterngucker (Dactyloscopidae)                                                                       |
|  | |

|  | Hechtschleimfische (Chaenopsidae) |
|  |                                   |
|  | Sandsterngucker (Dactyloscopidae) |
|  |                                   |

|  | Beschuppte Schleimfische (Labrisomidae)                                                                 |
|  | |
|  | \| \| Hechtschleimfische (Chaenopsidae) \| \| \| \| \| \| Sandsterngucker (Dactyloscopidae) \| \| \| \| |
|  | |
|  | Hechtschleimfische (Chaenopsidae)                                                                       |
|  | |
|  | Sandsterngucker (Dactyloscopidae)                                                                       |
|  | |

|  | Hechtschleimfische (Chaenopsidae) |
|  |                                   |
|  | Sandsterngucker (Dactyloscopidae) |
|  |                                   |

|  | Beschuppte Schleimfische (Labrisomidae)                                                                 |
|  | |
|  | \| \| Hechtschleimfische (Chaenopsidae) \| \| \| \| \| \| Sandsterngucker (Dactyloscopidae) \| \| \| \| |
|  | |
|  | Hechtschleimfische (Chaenopsidae)                                                                       |
|  | |
|  | Sandsterngucker (Dactyloscopidae)                                                                       |
|  | |

|  | Hechtschleimfische (Chaenopsidae) |
|  |                                   |
|  | Sandsterngucker (Dactyloscopidae) |
|  |                                   |

|  | Beschuppte Schleimfische (Labrisomidae)                                                                 |
|  | |
|  | \| \| Hechtschleimfische (Chaenopsidae) \| \| \| \| \| \| Sandsterngucker (Dactyloscopidae) \| \| \| \| |
|  | |
|  | Hechtschleimfische (Chaenopsidae)                                                                       |
|  | |
|  | Sandsterngucker (Dactyloscopidae)                                                                       |
|  | |

|  | Hechtschleimfische (Chaenopsidae) |
|  |                                   |
|  | Sandsterngucker (Dactyloscopidae) |
|  |                                   |

|  | Beschuppte Schleimfische (Labrisomidae)                                                                 |
|  | |
|  | \| \| Hechtschleimfische (Chaenopsidae) \| \| \| \| \| \| Sandsterngucker (Dactyloscopidae) \| \| \| \| |
|  | |
|  | Hechtschleimfische (Chaenopsidae)                                                                       |
|  | |
|  | Sandsterngucker (Dactyloscopidae)                                                                       |
|  | |

|  | Hechtschleimfische (Chaenopsidae) |
|  |                                   |
|  | Sandsterngucker (Dactyloscopidae) |
|  |                                   |

|  | Beschuppte Schleimfische (Labrisomidae)                                                                 |
|  | |
|  | \| \| Hechtschleimfische (Chaenopsidae) \| \| \| \| \| \| Sandsterngucker (Dactyloscopidae) \| \| \| \| |
|  | |
|  | Hechtschleimfische (Chaenopsidae)                                                                       |
|  | |
|  | Sandsterngucker (Dactyloscopidae)                                                                       |
|  | |

|  | Hechtschleimfische (Chaenopsidae) |
|  |                                   |
|  | Sandsterngucker (Dactyloscopidae) |
|  |                                   |

|  | Beschuppte Schleimfische (Labrisomidae)                                                                 |
|  | |
|  | \| \| Hechtschleimfische (Chaenopsidae) \| \| \| \| \| \| Sandsterngucker (Dactyloscopidae) \| \| \| \| |
|  | |
|  | Hechtschleimfische (Chaenopsidae)                                                                       |
|  | |
|  | Sandsterngucker (Dactyloscopidae)                                                                       |
|  | |

|  | Hechtschleimfische (Chaenopsidae) |
|  |                                   |
|  | Sandsterngucker (Dactyloscopidae) |
|  |                                   |

|  | Beschuppte Schleimfische (Labrisomidae)                                                                 |
|  | |
|  | \| \| Hechtschleimfische (Chaenopsidae) \| \| \| \| \| \| Sandsterngucker (Dactyloscopidae) \| \| \| \| |
|  | |
|  | Hechtschleimfische (Chaenopsidae)                                                                       |
|  | |
|  | Sandsterngucker (Dactyloscopidae)                                                                       |
|  | |

|  | Hechtschleimfische (Chaenopsidae) |
|  |                                   |
|  | Sandsterngucker (Dactyloscopidae) |
|  |                                   |

|  | Beschuppte Schleimfische (Labrisomidae)                                                                 |
|  | |
|  | \| \| Hechtschleimfische (Chaenopsidae) \| \| \| \| \| \| Sandsterngucker (Dactyloscopidae) \| \| \| \| |
|  | |
|  | Hechtschleimfische (Chaenopsidae)                                                                       |
|  | |
|  | Sandsterngucker (Dactyloscopidae)                                                                       |
|  | |

|  | Hechtschleimfische (Chaenopsidae) |
|  |                                   |
|  | Sandsterngucker (Dactyloscopidae) |
|  |                                   |

|  | Beschuppte Schleimfische (Labrisomidae)                                                                 |
|  | |
|  | \| \| Hechtschleimfische (Chaenopsidae) \| \| \| \| \| \| Sandsterngucker (Dactyloscopidae) \| \| \| \| |
|  | |
|  | Hechtschleimfische (Chaenopsidae)                                                                       |
|  | |
|  | Sandsterngucker (Dactyloscopidae)                                                                       |
|  | |

|  | Hechtschleimfische (Chaenopsidae) |
|  |                                   |
|  | Sandsterngucker (Dactyloscopidae) |
|  |                                   |

|  | Beschuppte Schleimfische (Labrisomidae)                                                                 |
|  | |
|  | \| \| Hechtschleimfische (Chaenopsidae) \| \| \| \| \| \| Sandsterngucker (Dactyloscopidae) \| \| \| \| |
|  | |
|  | Hechtschleimfische (Chaenopsidae)                                                                       |
|  | |
|  | Sandsterngucker (Dactyloscopidae)                                                                       |
|  | |

|  | Hechtschleimfische (Chaenopsidae) |
|  |                                   |
|  | Sandsterngucker (Dactyloscopidae) |
|  |                                   |

|  | Beschuppte Schleimfische (Labrisomidae)                                                                 |
|  | |
|  | \| \| Hechtschleimfische (Chaenopsidae) \| \| \| \| \| \| Sandsterngucker (Dactyloscopidae) \| \| \| \| |
|  | |
|  | Hechtschleimfische (Chaenopsidae)                                                                       |
|  | |
|  | Sandsterngucker (Dactyloscopidae)                                                                       |
|  | |

|  | Hechtschleimfische (Chaenopsidae) |
|  |                                   |
|  | Sandsterngucker (Dactyloscopidae) |
|  |                                   |

|  | Beschuppte Schleimfische (Labrisomidae)                                                                 |
|  | |
|  | \| \| Hechtschleimfische (Chaenopsidae) \| \| \| \| \| \| Sandsterngucker (Dactyloscopidae) \| \| \| \| |
|  | |
|  | Hechtschleimfische (Chaenopsidae)                                                                       |
|  | |
|  | Sandsterngucker (Dactyloscopidae)                                                                       |
|  | |

|  | Hechtschleimfische (Chaenopsidae) |
|  |                                   |
|  | Sandsterngucker (Dactyloscopidae) |
|  |                                   |

|  | Beschuppte Schleimfische (Labrisomidae)                                                                 |
|  | |
|  | \| \| Hechtschleimfische (Chaenopsidae) \| \| \| \| \| \| Sandsterngucker (Dactyloscopidae) \| \| \| \| |
|  | |
|  | Hechtschleimfische (Chaenopsidae)                                                                       |
|  | |
|  | Sandsterngucker (Dactyloscopidae)                                                                       |
|  | |

|  | Hechtschleimfische (Chaenopsidae) |
|  |                                   |
|  | Sandsterngucker (Dactyloscopidae) |
|  |                                   |

|  | Beschuppte Schleimfische (Labrisomidae)                                                                 |
|  | |
|  | \| \| Hechtschleimfische (Chaenopsidae) \| \| \| \| \| \| Sandsterngucker (Dactyloscopidae) \| \| \| \| |
|  | |
|  | Hechtschleimfische (Chaenopsidae)                                                                       |
|  | |
|  | Sandsterngucker (Dactyloscopidae)                                                                       |
|  | |

|  | Hechtschleimfische (Chaenopsidae) |
|  |                                   |
|  | Sandsterngucker (Dactyloscopidae) |
|  |                                   |

|  | Beschuppte Schleimfische (Labrisomidae)                                                                 |
|  | |
|  | \| \| Hechtschleimfische (Chaenopsidae) \| \| \| \| \| \| Sandsterngucker (Dactyloscopidae) \| \| \| \| |
|  | |
|  | Hechtschleimfische (Chaenopsidae)                                                                       |
|  | |
|  | Sandsterngucker (Dactyloscopidae)                                                                       |
|  | |

|  | Hechtschleimfische (Chaenopsidae) |
|  |                                   |
|  | Sandsterngucker (Dactyloscopidae) |
|  |                                   |

|  | Beschuppte Schleimfische (Labrisomidae)                                                                 |
|  | |
|  | \| \| Hechtschleimfische (Chaenopsidae) \| \| \| \| \| \| Sandsterngucker (Dactyloscopidae) \| \| \| \| |
|  | |
|  | Hechtschleimfische (Chaenopsidae)                                                                       |
|  | |
|  | Sandsterngucker (Dactyloscopidae)                                                                       |
|  | |

|  | Hechtschleimfische (Chaenopsidae) |
|  |                                   |
|  | Sandsterngucker (Dactyloscopidae) |
|  |                                   |

|  | Beschuppte Schleimfische (Labrisomidae)                                                                 |
|  | |
|  | \| \| Hechtschleimfische (Chaenopsidae) \| \| \| \| \| \| Sandsterngucker (Dactyloscopidae) \| \| \| \| |
|  | |
|  | Hechtschleimfische (Chaenopsidae)                                                                       |
|  | |
|  | Sandsterngucker (Dactyloscopidae)                                                                       |
|  | |

|  | Hechtschleimfische (Chaenopsidae) |
|  |                                   |
|  | Sandsterngucker (Dactyloscopidae) |
|  |                                   |

|  | Beschuppte Schleimfische (Labrisomidae)                                                                 |
|  | |
|  | \| \| Hechtschleimfische (Chaenopsidae) \| \| \| \| \| \| Sandsterngucker (Dactyloscopidae) \| \| \| \| |
|  | |
|  | Hechtschleimfische (Chaenopsidae)                                                                       |
|  | |
|  | Sandsterngucker (Dactyloscopidae)                                                                       |
|  | |

|  | Hechtschleimfische (Chaenopsidae) |
|  |                                   |
|  | Sandsterngucker (Dactyloscopidae) |
|  |                                   |

|  | Beschuppte Schleimfische (Labrisomidae)                                                                 |
|  | |
|  | \| \| Hechtschleimfische (Chaenopsidae) \| \| \| \| \| \| Sandsterngucker (Dactyloscopidae) \| \| \| \| |
|  | |
|  | Hechtschleimfische (Chaenopsidae)                                                                       |
|  | |
|  | Sandsterngucker (Dactyloscopidae)                                                                       |
|  | |

|  | Hechtschleimfische (Chaenopsidae) |
|  |                                   |
|  | Sandsterngucker (Dactyloscopidae) |
|  |                                   |

|  | Beschuppte Schleimfische (Labrisomidae)                                                                 |
|  | |
|  | \| \| Hechtschleimfische (Chaenopsidae) \| \| \| \| \| \| Sandsterngucker (Dactyloscopidae) \| \| \| \| |
|  | |
|  | Hechtschleimfische (Chaenopsidae)                                                                       |
|  | |
|  | Sandsterngucker (Dactyloscopidae)                                                                       |
|  | |

|  | Hechtschleimfische (Chaenopsidae) |
|  |                                   |
|  | Sandsterngucker (Dactyloscopidae) |
|  |                                   |

|  | Beschuppte Schleimfische (Labrisomidae)                                                                 |
|  | |
|  | \| \| Hechtschleimfische (Chaenopsidae) \| \| \| \| \| \| Sandsterngucker (Dactyloscopidae) \| \| \| \| |
|  | |
|  | Hechtschleimfische (Chaenopsidae)                                                                       |
|  | |
|  | Sandsterngucker (Dactyloscopidae)                                                                       |
|  | |

|  | Hechtschleimfische (Chaenopsidae) |
|  |                                   |
|  | Sandsterngucker (Dactyloscopidae) |
|  |                                   |

|  | Beschuppte Schleimfische (Labrisomidae)                                                                 |
|  | |
|  | \| \| Hechtschleimfische (Chaenopsidae) \| \| \| \| \| \| Sandsterngucker (Dactyloscopidae) \| \| \| \| |
|  | |
|  | Hechtschleimfische (Chaenopsidae)                                                                       |
|  | |
|  | Sandsterngucker (Dactyloscopidae)                                                                       |
|  | |

|  | Hechtschleimfische (Chaenopsidae) |
|  |                                   |
|  | Sandsterngucker (Dactyloscopidae) |
|  |                                   |

|  | Beschuppte Schleimfische (Labrisomidae)                                                                 |
|  | |
|  | \| \| Hechtschleimfische (Chaenopsidae) \| \| \| \| \| \| Sandsterngucker (Dactyloscopidae) \| \| \| \| |
|  | |
|  | Hechtschleimfische (Chaenopsidae)                                                                       |
|  | |
|  | Sandsterngucker (Dactyloscopidae)                                                                       |
|  | |

|  | Hechtschleimfische (Chaenopsidae) |
|  |                                   |
|  | Sandsterngucker (Dactyloscopidae) |
|  |                                   |

|  | Beschuppte Schleimfische (Labrisomidae)                                                                 |
|  | |
|  | \| \| Hechtschleimfische (Chaenopsidae) \| \| \| \| \| \| Sandsterngucker (Dactyloscopidae) \| \| \| \| |
|  | |
|  | Hechtschleimfische (Chaenopsidae)                                                                       |
|  | |
|  | Sandsterngucker (Dactyloscopidae)                                                                       |
|  | |

|  | Hechtschleimfische (Chaenopsidae) |
|  |                                   |
|  | Sandsterngucker (Dactyloscopidae) |
|  |                                   |

|  | Beschuppte Schleimfische (Labrisomidae)                                                                 |
|  | |
|  | \| \| Hechtschleimfische (Chaenopsidae) \| \| \| \| \| \| Sandsterngucker (Dactyloscopidae) \| \| \| \| |
|  | |
|  | Hechtschleimfische (Chaenopsidae)                                                                       |
|  | |
|  | Sandsterngucker (Dactyloscopidae)                                                                       |
|  | |

|  | Hechtschleimfische (Chaenopsidae) |
|  |                                   |
|  | Sandsterngucker (Dactyloscopidae) |
|  |                                   |

|  | Beschuppte Schleimfische (Labrisomidae)                                                                 |
|  | |
|  | \| \| Hechtschleimfische (Chaenopsidae) \| \| \| \| \| \| Sandsterngucker (Dactyloscopidae) \| \| \| \| |
|  | |
|  | Hechtschleimfische (Chaenopsidae)                                                                       |
|  | |
|  | Sandsterngucker (Dactyloscopidae)                                                                       |
|  | |

|  | Hechtschleimfische (Chaenopsidae) |
|  |                                   |
|  | Sandsterngucker (Dactyloscopidae) |
|  |                                   |

|  | Beschuppte Schleimfische (Labrisomidae)                                                                 |
|  | |
|  | \| \| Hechtschleimfische (Chaenopsidae) \| \| \| \| \| \| Sandsterngucker (Dactyloscopidae) \| \| \| \| |
|  | |
|  | Hechtschleimfische (Chaenopsidae)                                                                       |
|  | |
|  | Sandsterngucker (Dactyloscopidae)                                                                       |
|  | |

|  | Hechtschleimfische (Chaenopsidae) |
|  |                                   |
|  | Sandsterngucker (Dactyloscopidae) |
|  |                                   |

|  | Beschuppte Schleimfische (Labrisomidae)                                                                 |
|  | |
|  | \| \| Hechtschleimfische (Chaenopsidae) \| \| \| \| \| \| Sandsterngucker (Dactyloscopidae) \| \| \| \| |
|  | |
|  | Hechtschleimfische (Chaenopsidae)                                                                       |
|  | |
|  | Sandsterngucker (Dactyloscopidae)                                                                       |
|  | |

|  | Hechtschleimfische (Chaenopsidae) |
|  |                                   |
|  | Sandsterngucker (Dactyloscopidae) |
|  |                                   |

|  | Beschuppte Schleimfische (Labrisomidae)                                                                 |
|  | |
|  | \| \| Hechtschleimfische (Chaenopsidae) \| \| \| \| \| \| Sandsterngucker (Dactyloscopidae) \| \| \| \| |
|  | |
|  | Hechtschleimfische (Chaenopsidae)                                                                       |
|  | |
|  | Sandsterngucker (Dactyloscopidae)                                                                       |
|  | |

|  | Hechtschleimfische (Chaenopsidae) |
|  |                                   |
|  | Sandsterngucker (Dactyloscopidae) |
|  |                                   |

|  | Beschuppte Schleimfische (Labrisomidae)                                                                 |
|  | |
|  | \| \| Hechtschleimfische (Chaenopsidae) \| \| \| \| \| \| Sandsterngucker (Dactyloscopidae) \| \| \| \| |
|  | |
|  | Hechtschleimfische (Chaenopsidae)                                                                       |
|  | |
|  | Sandsterngucker (Dactyloscopidae)                                                                       |
|  | |

|  | Hechtschleimfische (Chaenopsidae) |
|  |                                   |
|  | Sandsterngucker (Dactyloscopidae) |
|  |                                   |

|  | Beschuppte Schleimfische (Labrisomidae)                                                                 |
|  | |
|  | \| \| Hechtschleimfische (Chaenopsidae) \| \| \| \| \| \| Sandsterngucker (Dactyloscopidae) \| \| \| \| |
|  | |
|  | Hechtschleimfische (Chaenopsidae)                                                                       |
|  | |
|  | Sandsterngucker (Dactyloscopidae)                                                                       |
|  | |

|  | Hechtschleimfische (Chaenopsidae) |
|  |                                   |
|  | Sandsterngucker (Dactyloscopidae) |
|  |                                   |

|  | Beschuppte Schleimfische (Labrisomidae)                                                                 |
|  | |
|  | \| \| Hechtschleimfische (Chaenopsidae) \| \| \| \| \| \| Sandsterngucker (Dactyloscopidae) \| \| \| \| |
|  | |
|  | Hechtschleimfische (Chaenopsidae)                                                                       |
|  | |
|  | Sandsterngucker (Dactyloscopidae)                                                                       |
|  | |

|  | Hechtschleimfische (Chaenopsidae) |
|  |                                   |
|  | Sandsterngucker (Dactyloscopidae) |
|  |                                   |

|  | Beschuppte Schleimfische (Labrisomidae)                                                                 |
|  | |
|  | \| \| Hechtschleimfische (Chaenopsidae) \| \| \| \| \| \| Sandsterngucker (Dactyloscopidae) \| \| \| \| |
|  | |
|  | Hechtschleimfische (Chaenopsidae)                                                                       |
|  | |
|  | Sandsterngucker (Dactyloscopidae)                                                                       |
|  | |

|  | Hechtschleimfische (Chaenopsidae) |
|  |                                   |
|  | Sandsterngucker (Dactyloscopidae) |
|  |                                   |

|  | Beschuppte Schleimfische (Labrisomidae)                                                                 |
|  | |
|  | \| \| Hechtschleimfische (Chaenopsidae) \| \| \| \| \| \| Sandsterngucker (Dactyloscopidae) \| \| \| \| |
|  | |
|  | Hechtschleimfische (Chaenopsidae)                                                                       |
|  | |
|  | Sandsterngucker (Dactyloscopidae)                                                                       |
|  | |

|  | Hechtschleimfische (Chaenopsidae) |
|  |                                   |
|  | Sandsterngucker (Dactyloscopidae) |
|  |                                   |

|  | Beschuppte Schleimfische (Labrisomidae)                                                                 |
|  | |
|  | \| \| Hechtschleimfische (Chaenopsidae) \| \| \| \| \| \| Sandsterngucker (Dactyloscopidae) \| \| \| \| |
|  | |
|  | Hechtschleimfische (Chaenopsidae)                                                                       |
|  | |
|  | Sandsterngucker (Dactyloscopidae)                                                                       |
|  | |

|  | Hechtschleimfische (Chaenopsidae) |
|  |                                   |
|  | Sandsterngucker (Dactyloscopidae) |
|  |                                   |

|  | Beschuppte Schleimfische (Labrisomidae)                                                                 |
|  | |
|  | \| \| Hechtschleimfische (Chaenopsidae) \| \| \| \| \| \| Sandsterngucker (Dactyloscopidae) \| \| \| \| |
|  | |
|  | Hechtschleimfische (Chaenopsidae)                                                                       |
|  | |
|  | Sandsterngucker (Dactyloscopidae)                                                                       |
|  | |

|  | Hechtschleimfische (Chaenopsidae) |
|  |                                   |
|  | Sandsterngucker (Dactyloscopidae) |
|  |                                   |

|  | Beschuppte Schleimfische (Labrisomidae)                                                                 |
|  | |
|  | \| \| Hechtschleimfische (Chaenopsidae) \| \| \| \| \| \| Sandsterngucker (Dactyloscopidae) \| \| \| \| |
|  | |
|  | Hechtschleimfische (Chaenopsidae)                                                                       |
|  | |
|  | Sandsterngucker (Dactyloscopidae)                                                                       |
|  | |

|  | Hechtschleimfische (Chaenopsidae) |
|  |                                   |
|  | Sandsterngucker (Dactyloscopidae) |
|  |                                   |

|  | Beschuppte Schleimfische (Labrisomidae)                                                                 |
|  | |
|  | \| \| Hechtschleimfische (Chaenopsidae) \| \| \| \| \| \| Sandsterngucker (Dactyloscopidae) \| \| \| \| |
|  | |
|  | Hechtschleimfische (Chaenopsidae)                                                                       |
|  | |
|  | Sandsterngucker (Dactyloscopidae)                                                                       |
|  | |

|  | Hechtschleimfische (Chaenopsidae) |
|  |                                   |
|  | Sandsterngucker (Dactyloscopidae) |
|  |                                   |

|  | Beschuppte Schleimfische (Labrisomidae)                                                                 |
|  | |
|  | \| \| Hechtschleimfische (Chaenopsidae) \| \| \| \| \| \| Sandsterngucker (Dactyloscopidae) \| \| \| \| |
|  | |
|  | Hechtschleimfische (Chaenopsidae)                                                                       |
|  | |
|  | Sandsterngucker (Dactyloscopidae)                                                                       |
|  | |

|  | Hechtschleimfische (Chaenopsidae) |
|  |                                   |
|  | Sandsterngucker (Dactyloscopidae) |
|  |                                   |

|  | Beschuppte Schleimfische (Labrisomidae)                                                                 |
|  | |
|  | \| \| Hechtschleimfische (Chaenopsidae) \| \| \| \| \| \| Sandsterngucker (Dactyloscopidae) \| \| \| \| |
|  | |
|  | Hechtschleimfische (Chaenopsidae)                                                                       |
|  | |
|  | Sandsterngucker (Dactyloscopidae)                                                                       |
|  | |

|  | Hechtschleimfische (Chaenopsidae) |
|  |                                   |
|  | Sandsterngucker (Dactyloscopidae) |
|  |                                   |

|  | Beschuppte Schleimfische (Labrisomidae)                                                                 |
|  | |
|  | \| \| Hechtschleimfische (Chaenopsidae) \| \| \| \| \| \| Sandsterngucker (Dactyloscopidae) \| \| \| \| |
|  | |
|  | Hechtschleimfische (Chaenopsidae)                                                                       |
|  | |
|  | Sandsterngucker (Dactyloscopidae)                                                                       |
|  | |

|  | Hechtschleimfische (Chaenopsidae) |
|  |                                   |
|  | Sandsterngucker (Dactyloscopidae) |
|  |                                   |

|  | Beschuppte Schleimfische (Labrisomidae)                                                                 |
|  | |
|  | \| \| Hechtschleimfische (Chaenopsidae) \| \| \| \| \| \| Sandsterngucker (Dactyloscopidae) \| \| \| \| |
|  | |
|  | Hechtschleimfische (Chaenopsidae)                                                                       |
|  | |
|  | Sandsterngucker (Dactyloscopidae)                                                                       |
|  | |

|  | Hechtschleimfische (Chaenopsidae) |
|  |                                   |
|  | Sandsterngucker (Dactyloscopidae) |
|  |                                   |

|  | Beschuppte Schleimfische (Labrisomidae)                                                                 |
|  | |
|  | \| \| Hechtschleimfische (Chaenopsidae) \| \| \| \| \| \| Sandsterngucker (Dactyloscopidae) \| \| \| \| |
|  | |
|  | Hechtschleimfische (Chaenopsidae)                                                                       |
|  | |
|  | Sandsterngucker (Dactyloscopidae)                                                                       |
|  | |

|  | Hechtschleimfische (Chaenopsidae) |
|  |                                   |
|  | Sandsterngucker (Dactyloscopidae) |
|  |                                   |